# 中国文学
中国文学是指中国地区的文学创作。中国文学以汉语和中文为主流，但亦包括其他少数民族语言的文学作品。中国文学对周边国家的文学发展也有很大影响，日本、朝鲜、越南历史上都有大量的汉诗创作。
中国文学延续数千年。最早的雏型可追溯为政府的典章记录。中国文學历来與政治有著密切的關係，文學中广泛包含了著政治主张和理念，就像三國時代曹丕的名言：“文章，經國之大業，不朽之盛事也。” 中國人普遍認為文學擁有左右國家發展的強大力量。中国历史上不乏以道德文章而入仕的人；從政的人也寫下大量的文學作品。中国文学受天人合一觀念影響，素有“文以载道”的传统。中国文学許多的作品均以現實生活為主題。
以体裁而论，中國文學一向以韻文（诗歌）為主流。形式包括诗，词，赋，駢文等。中国的诗歌在唐代发展到顶峰，出现了李白,杜甫这样的大诗人。中国诗歌内容以描畫自然景物及歌頌友情等等為主題的抒情詩为多，比如唐代张若虚的长诗《春江花月夜》。敘事詩也有名篇，如《孔雀東南飛》和《木蘭辭》。中国散文在先秦时期以记述歷史，宗教，思想等等为主（诸子散文）。散文文學興盛於唐朝，出现了唐宋八大家。中国早期的小说可追溯到南北朝时期的“志怪小说”和唐代的“传奇”，但直到明清时期才成为主流。
在中文话语里，「文學」一詞，最早見於《論語·先進篇》。該節當中，孔子按才能把學生分成四類：德行、言語、政事、文學，後世稱為“孔門四科十哲”。按北宋邢昺的疏註釋為「文章博学」，意為通曉許多古今文獻及學問。按此說法，廣義來看文學可以解釋為學問又或是以此為基礎發展出來的文化。如果按現在狹義的說法，文學可以被看成5世紀南朝宋宋文帝所定立的四學：儒學、玄學、史學、文學。在此之後，正史之中專載優秀文人行事的“文學傳”也就是這個意思。但是，那種文學只是代表上流階層的文學，並不包括像小說，戲曲的大眾文學又或是近代的主流文學。

## 先秦文學
中国最早的文学雏型是口耳相傳的神話故事。中國最早出現的书面文章是商朝的甲骨文及周朝的金文记录等。但由於兩者主要記述占卜及簡單政事記錄，可以看成是書面語的起源，但还算不上成熟的文學。到了春秋战国时期，中国文学发展已相当成熟，涌现了诗经，楚辞，先秦散文等大量的作品和题材，对后世文学影响深远。

### 詩經

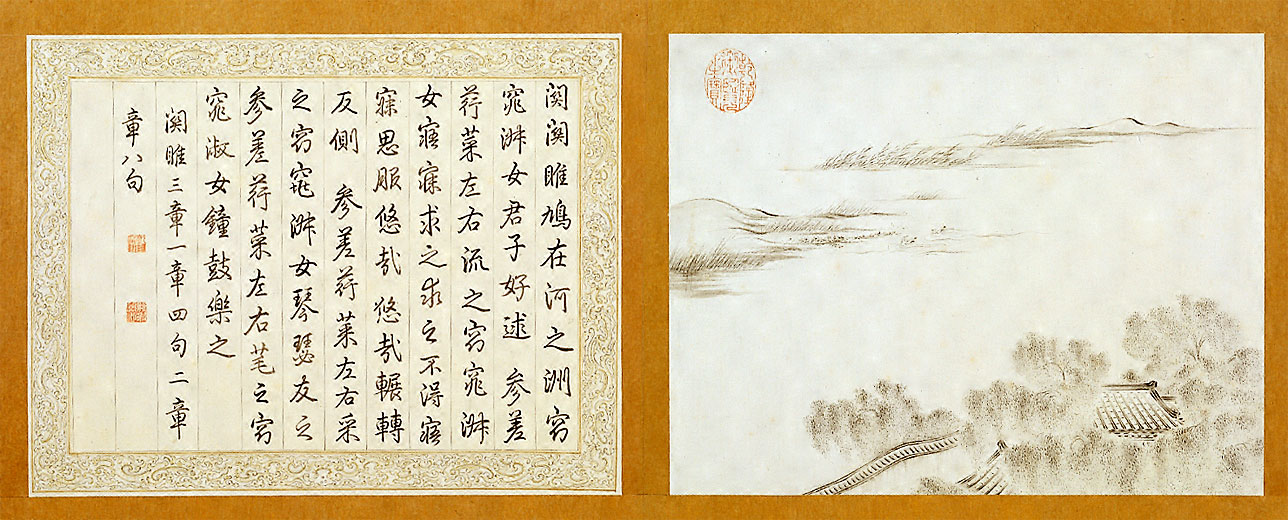
《御筆詩經圖》 - 乾隆帝御筆寫本

詩經原名为“诗”，在西汉独尊儒术五經博士設立之后被尊称为詩經。由於詩經共載有305首詩歌，故後世又稱為“詩三百”。後世所提及的詩之六義，分別為：風、雅、頌、賦、比、興。其中前三者是《詩經》內容，後三者是《詩經》的文學手法。“風”是指十五國風，全國各地的民歌。民歌中反映人民的生活；“雅”分“大雅”、“小雅”，是貴族宴飲時所奏的樂章；“頌”分“周頌”、“魯頌”、“商頌”，是諸侯宗廟祭祀的樂曲。“賦”是一種鋪敘的手法；“比”，就是比喻手法；“興”，就是借其他景物等等作為詩歌的開始，發揮起興的作用。另外，詩經中，尤其是國風，很多也是四言詩，是中國最早的四言詩。
比較著名的詩經篇章有《關雎》《蒹葭》《桃夭》《碩鼠》等。許多詩經的句子被後世的文章多次引用，因此成為成語在漢語中固定存在下來，如“如履薄冰”（《詩經·小雅·小旻》），“執子之手，與子偕老”（《詩經·邶風·擊鼓》），“靡不有初，鮮克有終”（《詩經·大雅·蕩》）等。

### 楚辭

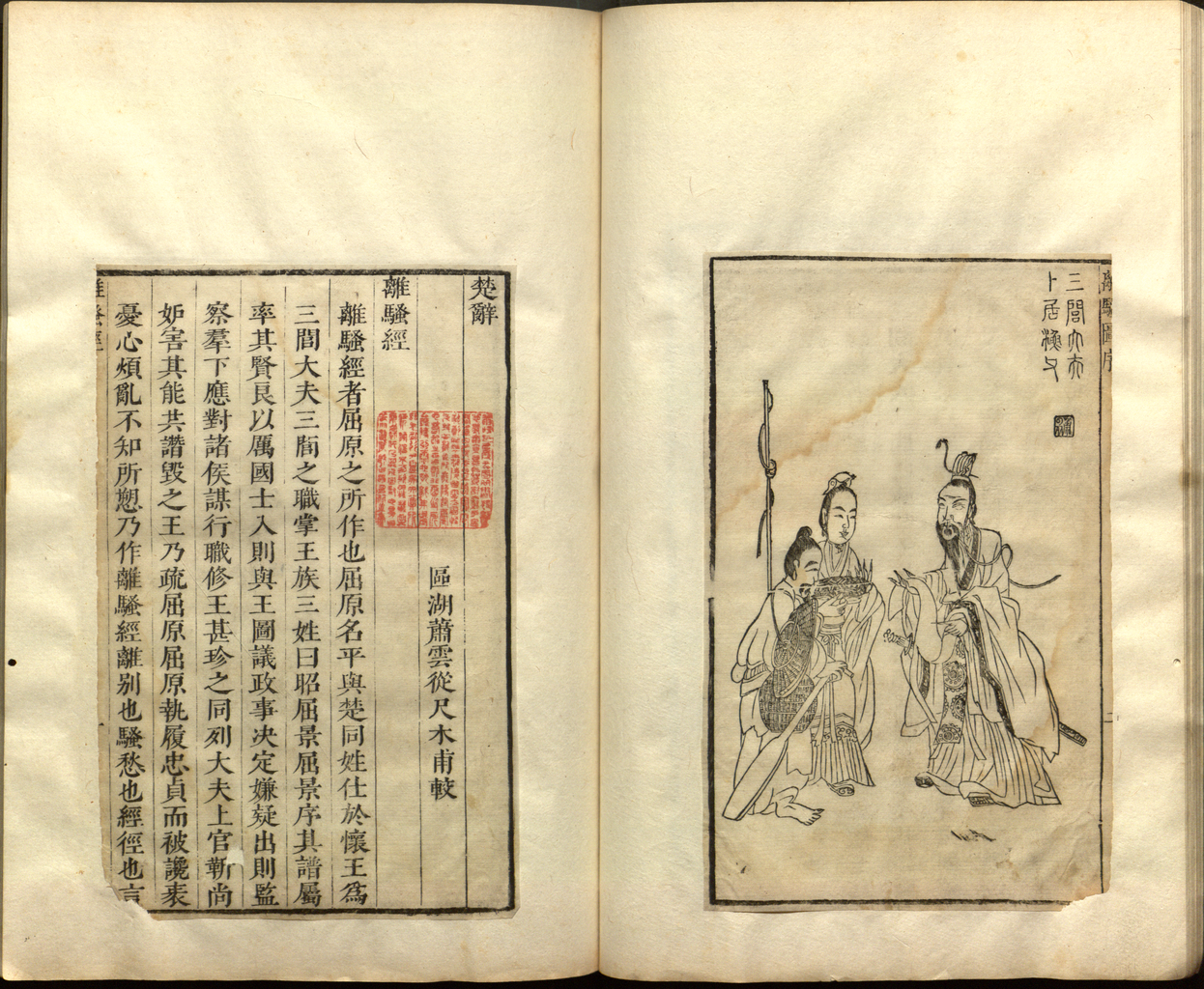
萧云从绘离骚图经

在戰國時代，位於南方長江的楚國一帶出現了與《詩經》大異其趣的文學體裁，一般稱之為“楚辭”。楚辭最早的記錄可見於西漢司馬遷的《史記·屈原傳》。但当时还无楚辞之名，而是称之为赋。直到東漢，王逸編成《楚辭章句》一書（二世紀後半），方有此名。楚辭的主要作家包括屈原（前340年－前278年）和宋玉。屈原有《離騷》《天問》《懷沙》等等作品傳世。宋玉则有名篇《九辯》。
楚辭的特色，是用了大量的楚國的神話，事物，方言等等來進行創作的。在作品中，屈原用很多的比喻，比如香草美人，以配忠貞，碧禽臭物，以比讒佞，可以說是中國文學上最重要的浪漫主義作品之一。《九歌》保存了楚辭最古的文型，內容主要是描寫諸神的世界及神與人的互動關係等等，這是屈原以當時楚國的神歌神舞為材料寫作而成。

### 散文
中國文學上文學散文的起源，可上溯《書經》。先秦散文包括说理散文和叙事散文。說理散文又称又稱諸子散文，如《論語》是孔子及其弟子言論的彙編，由孔子門生及再傳弟子紀錄而成，是儒家重要的經典之一。另如《老子》、《孟子》、《墨子》、《莊子》等，均如《論語》，由弟子紀錄而成；到了戰國末年，《韓非子》《荀子》二書，始為荀況、韓非等手著。

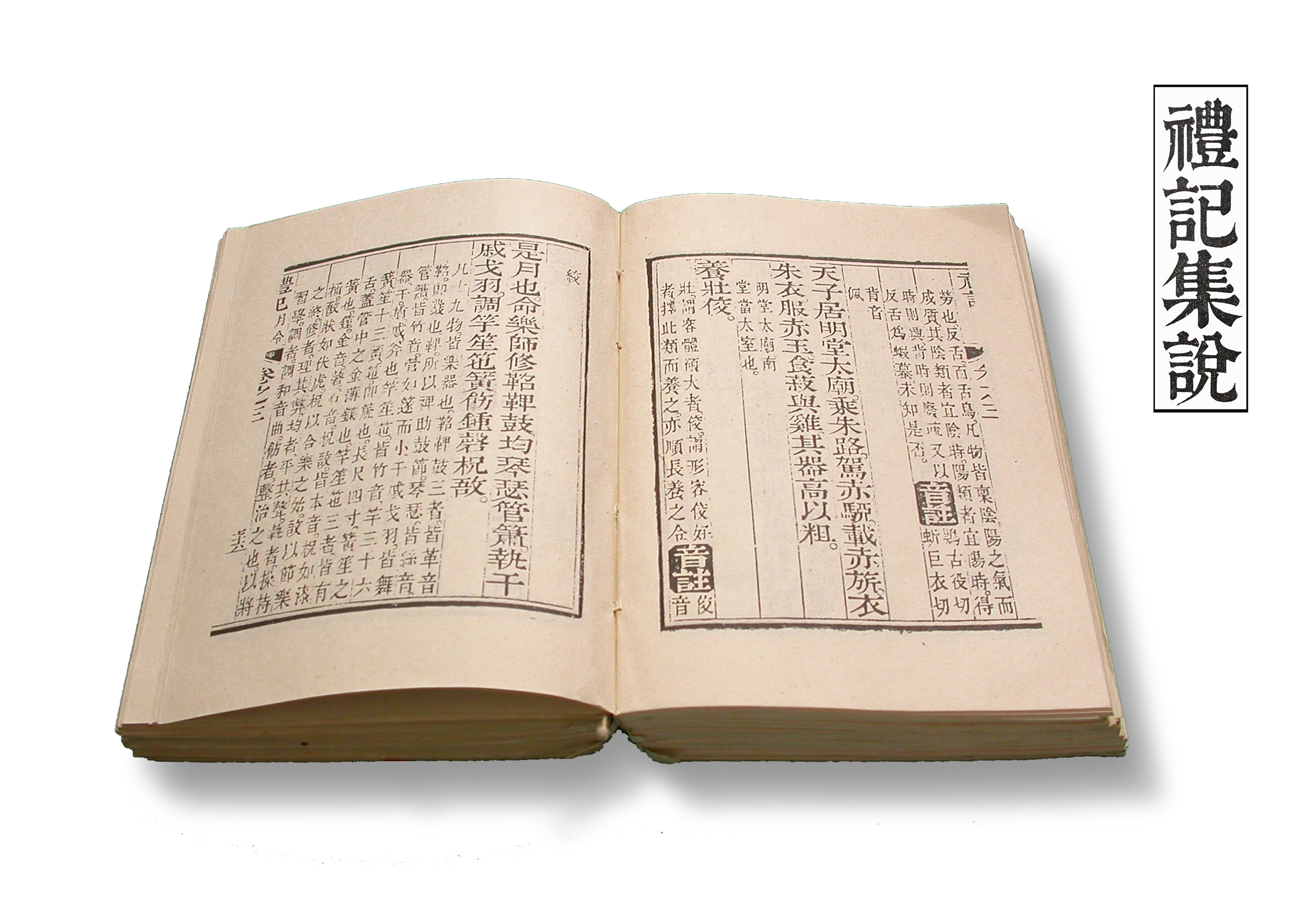
礼记

敘事散文中的《尚書》（又稱書經）是從堯舜到春秋时期的歷史，是中國現存最早的史書。《禮記》內容包括周代的典章制度及各種禮儀，後世很多儒家思想均和此書有關。《春秋》是魯國的史書，是中國現存最早的一部編年體史書。相傳春秋三傳為《左傳》、《穀梁傳》、《公羊傳》等(出自《漢書》藝文志)，至戰國時代，敘事散文發展突飛猛進，《左傳》、《國語》、《戰國策》的出現，為中國敘事文樹立起楷模。

## 秦漢時期文學
秦朝在历史上存在时间很短，所以秦汉时期文学基本上以汉朝为主。汉朝的诗歌以汉乐府和汉赋出名。汉朝散文则以历史传记著称。《史记》和《汉书》都出自这一时期。

### 詩歌
中国历史早期的先秦诗歌以四言为主。到了西漢末年至東漢時期出現了民間歌謠“樂府”。詩歌以五言為句，相比質樸及單調的《詩經》的四言詩更富起伏及表現力，所敘述的內容範疇大大地擴展起來。如叙事长诗《孔雀東南飛》就是合共有357句的長篇作品。
至東漢末期，政治混亂，社會動盪，長久以來唱詠的五言體詩歌受到尋求新的文學體裁的知識階層重視，逐漸正式地運用到文學創作上。如作者不詳的《古詩十九首》，就是這時期的五言詩創作的成果。《古詩十九首》的大部分作品以悲傷的歌調為主，內容環繞與相愛的人別離的悲傷，人生無常的概嘆，對死亡的恐懼，生命短暫等等。

### 散文

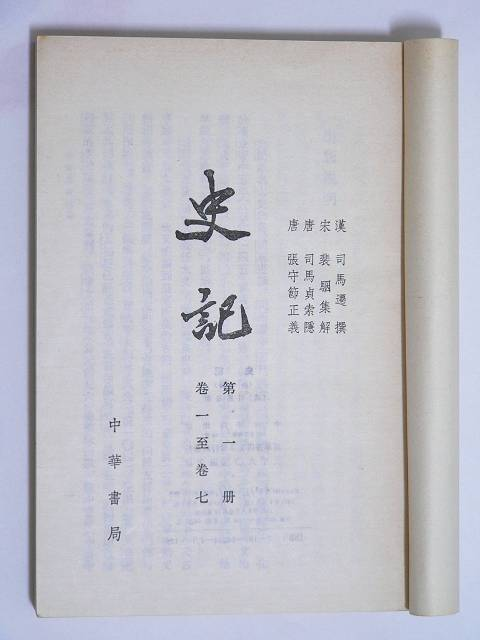
史记

西漢武帝時期，司馬遷編撰了《史記》一書，內容敘述了由上古五帝至當時西漢武帝時期的歷史，是一部出色的歷史散文作品、中国首部使用纪传体的史书。
《史記》共130卷，共分十二本纪、十表、八书、三十世家和七十列传5个部分。本紀12卷，敘述當權者的世系及有關的史事；表10卷，表列春秋，戰國，秦末分裂時期諸侯各國的關係狀況；書8卷，記載文化制度的沿革；世家30卷，記載春秋以來諸侯的世系及歷史；列傳70卷，記載各式各樣的人物的生平，最後一篇為太史公自序，記述撰寫《史記》的緣起。這種史書體裁後世稱為“紀傳體”。

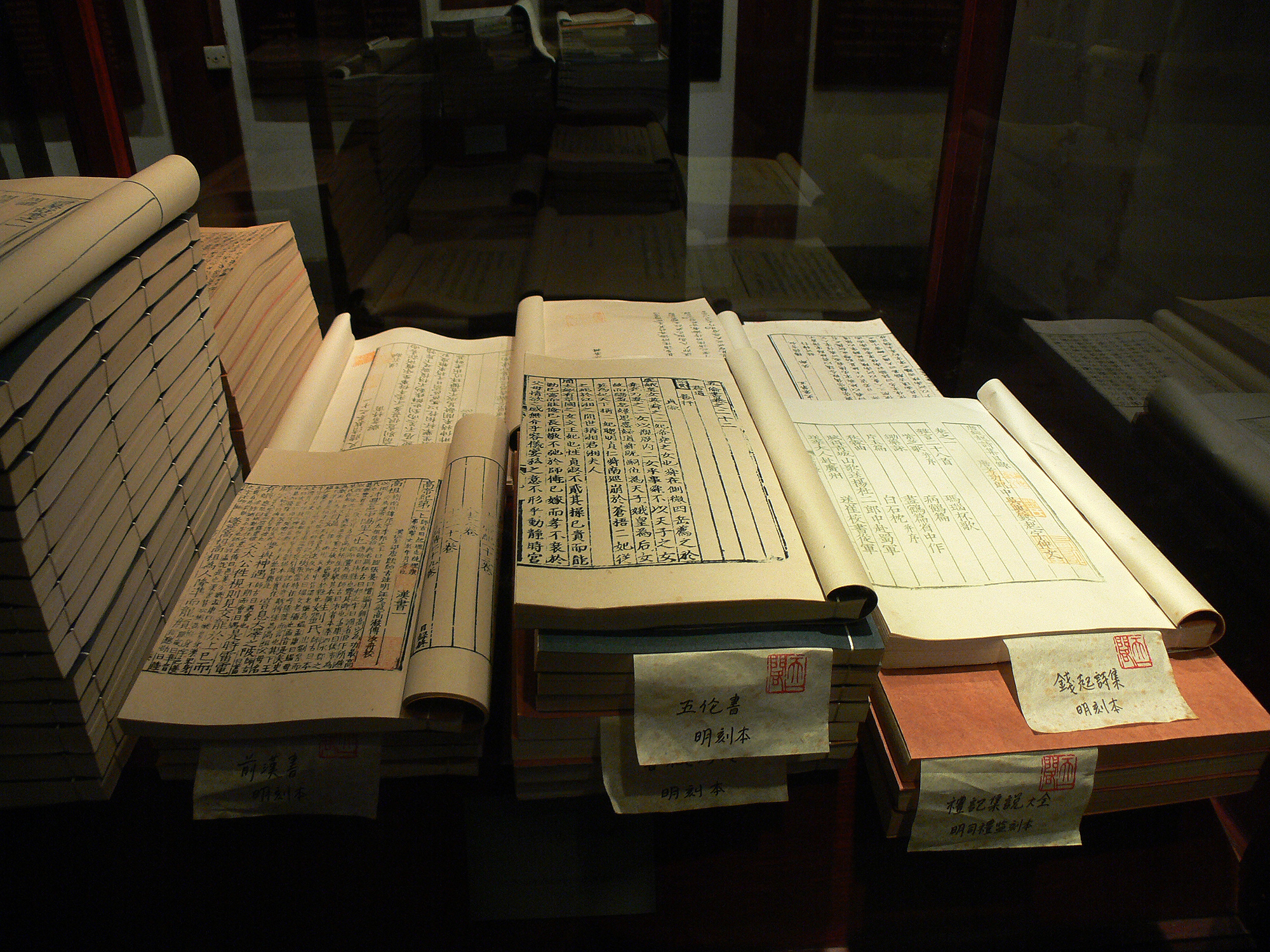
天一阁的《汉书》明刻本

《史记》虽然是一部历史著作，但后世也常常赞赏它的文学价值，鲁迅曾评价其为“史家之绝唱，无韵之离骚”。
東漢時期，班固写下了另一部紀傳體作品——《漢書》。跟通史性質的《史記》相比，《漢書》仅撰寫了西漢一朝歷史的斷代史。班固首創的斷代史為後世的正史系列史書奠定基礎。

### 賦
漢朝時期其中一種代表文學是“賦”。這種文學體裁受戰國時期楚辭的影響而產生出來。赋用許多不同的辭藻來描畫所要表達的對象。這種文體盛行於漢朝的宮廷文人，由《鵩鳥賦》的作者賈誼開其端，其後枚乘寫下《七發》，對日後賦的發展產生巨大的影響。至漢武帝之世，宮廷文人司馬相如寫下許多著名的作品，至此，漢賦這種文體達至完備。
司馬相如是當時聞名於世的辭賦家，其中以天子遊獵為主題的《子虛賦》最为著名。（《文選》把之分為《子虛》，《上林》两篇。）該賦藉著子虛，烏有先生及亡是公三人的議論作為全篇的內容核心，把上林苑及漢朝天子遊獵的盛大場面闡述出來。
司馬相如之後，王褒、揚雄也是西漢著名的辭賦家。
賦在西漢發展完備，至東漢成為主要的文學類別之一。辭賦家班固及張衡分別寫下《两都赋》及《二京賦》等代表作。為了突破模仿前人之格局，兩人也嘗試改變描寫對象，寫一些具思想性及內在性的作品，如班固的《幽通賦》及張衡的《思玄賦》。

## 魏晉南北朝文學
从汉末三国时期到隋朝建立之前的文学一般被统称为魏晋南北朝文学。这一时期的诗歌有很大发展，出现了建安七子，謝朓，谢灵运，陶渊明等诗人。他们的作品对后来的唐代诗歌有很大影响。駢文是这一时期兴盛的文体。文学评论也是这一时期的重要成就，出现了文心雕龙，诗品这样的重量级作品。

#### 詩歌
東漢末年，建安年間，戰爭連年不斷，最後中國分裂成魏蜀吳三個國家，進入三國時代。在當時中國的經濟文化的重心仍然集中在曹魏的中原。在文壇上，以建安七子為代表，分別為：孔融、陳琳、王粲、徐幹、阮瑀、應瑒及劉楨。曹操、曹植、曹丕三父子本身也長於寫詩，他們與建安七子攜手創作了不少擁有真實情感及反映現實的文學作品，風格慷概悲涼，世稱“建安風骨”。这一时期的文学也称为建安文学。
建安詩人的作品繼承了漢朝五言詩及樂府的主題及精神，但技巧更加成熟，表达更加丰富。如曹植的《贈白馬王彪》和《洛神赋》，魏晉时期阮籍的《詠懷詩》八十二首。

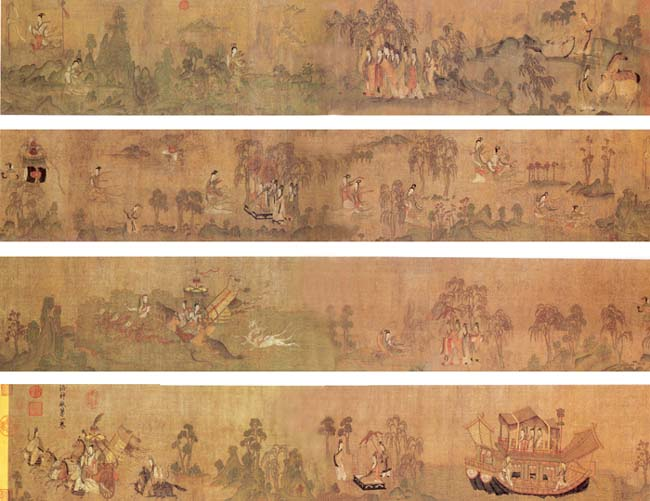
各个版本的洛神賦圖

踏入西晉，社會上的貴族階層基本上定型，詩歌也偏向於反映貴族的生活，代表詩人有潘岳及陸機。
東晉时期，富道教神仙色彩的“玄言詩”盛行於一時，代表作有郭璞的《遊仙詩》十四首。南朝时期，以美麗山川自然為對象的山水诗也开始出现，當中以劉宋的山水詩人謝靈運為代表。
在東晉末，陶潛以歸隱田園生活為主題創作了許多詩歌。
这一时期的詩人越來越講求表達技巧，也開始重視詩歌的音律。梁朝沈約開始對音律進行研究，並把語言的聲調歸納為平、上、去、入四聲，提出作詩的時候也要跟音律取得平衡。五言詩的發展在這時期踏入最後的階段，其後逐漸催化成唐朝的近体诗形式。

### 骈文
源自东汉的骈文，在南北朝时期达到兴盛。駢文是古代中国一种特有的文體，其句式多由四字或六字（四六句）及對仗構成，故又稱”四六文”。駢文因为文章受限於追求藝術技巧之故，适于写景而不适于敘事。这一时期重要的骈文家有庾信，鮑照，左思，潘岳，陸機，謝莊，江淹，孫綽，蕭子暉。

### 小說
在魏晉南北朝時期，短篇小說也開始盛行。由於當時社會動盪，人民生逢戰亂，許多人對現世失去興趣，轉而重視奇怪的事物，而當中的“志怪小說”正是這個時代應運而生的產物。代表作有東晉歷史學家干寶的《搜神記》。另外，由於當時佛道盛行，也有一些以道教遊仙思想為主題的作品，如葛洪的《神仙傳》。在這個時期，另外一種的題材是收錄歷史上名士逸話的“志人小說”，代表作有劉宋時期劉義慶編修的《世說新語》。其內容敘述東漢末到東晉末的名士言行，共1030個故事，分成36個綱目。其思想環繞當時崇尚清談的風氣，也描畫出貴族的獨特生活。这一时期的小說虽然內容簡單及篇幅短少，結構也不一定完整，但卻為後世小說創作提供了不少的題材。

### 文學評論
魏晉之前，中國沒有出現文學評論的專書，只有一些零散的评论。比如，班固的《離騷序》《離騷贊序》和王逸的《楚辭章句》就对楚辞進行了評論。
此後，一直到三國時代，文學的地位逐漸從其他的學術分類中獨立出來，文學開始在文學的觀點中重新被認識。在這時期，魏文帝曹丕的《典論論文》就是專門論述文學的文章。他在文中提到：“蓋文章，經國之大業，不朽之盛事”。在這篇文章，曹丕不單止對古代以來的文學，還對當時建安文學的成員及其作品進行評論。
《典論論文》發表後不足一百年，西晉陸機也寫成了《文賦》一篇，也是魏晉時期文學評論中的代表作之一。該文以賦體寫成，內容敘述較為抽象的文學理論及評論，並不是對特定的作家或作品進行評論。該文以創作原理為開始，從過去與當時的文學作品及自己作品的看法為基礎而建立出來的文學理論。此外，陸機在眾多文學體裁論述上，提出不同的文體有不同的標準去衡量，正是“體有萬殊，物無一量”。此文先後對詩，賦，碑，誄，銘，箴，頌，論，奏，說十種進行分析。《文賦》的另一個特徵就是對作家心理的分析。雖然該文並沒有對特定的作家或作品進行評論，但陸機在閱覽眾多古來的文學作品之後概括出一些文學的理論，再配合自己的創作經驗，展示出作家在創作中寫什麼，不寫什麼及其創作過程。
梁朝劉勰的《文心雕龍》共50篇，是中國文學史上史無前例具系統性的嚴格文學評論巨著，作者從不同角度去分析各式各樣的文學體裁及問題。全書50篇大致可以分成兩部分，前半25篇的首5篇是敘述文學原理，之後的20篇，就把文學體裁劃分為33種類別進行詳細的分析，輔以該類作品的例子，把該類文學體裁的起源，特質及應有的面貌展示出來。後半25篇，不計最後一篇作為該書的序《序志》篇，主要涉及文學及作家的種種問題，如修辭，聲律，比喻，個性等等。
關於具體的文學分析及評論方法，劉勰提出從以下六個角度進行觀察：“位體”（文學體裁），“置辭”（措辭），“通變”（傳統的繼承及創造），“奇正”（正統及異端的調和），“事義”（典故的運用），“宮商”（韻律）。除了以上六個角度，劉勰也有其他的篇章，比如《麗辭》、《誇飾》、《事類》、《聲律》等等對不同的文學問題進行論述。《文心雕龍》一書既探討了基本的文學理論，也談及作家在文學創作時候遇到的問題，甚至在讀者應該怎樣去理解文學作品的問題上也有很詳細的分析。
相比同時期《文心雕龍》網羅各種各樣的文學問題進行探討，鍾嶸的《詩品》集中以詩，尤其是五言詩為對象進行品評。該書把從漢朝到梁朝123位詩人劃分為“上品”、“中品”、“下品”共九個等級，並加以論述，其等級制與當時朝廷選士制度“九品中正制”相类。《詩品》的一大特徵，是把眾多的詩人按詩風劃分成系譜，源流主要分成“詩經”及“楚辭”兩大陣營，前者有關人物如曹植，劉楨，沅籍，左思，陸機，謝靈運等，後者包括曹丕，王粲，潘岳，張協等人。詩經系的詩人主要是西晉前的，楚辭系的則是西晉以後。

## 唐朝文學

### 詩歌
唐詩泛指創作於唐代（618年—907年）的詩，也可以引申指以唐朝風格創作的詩。唐代被視為中國歷來詩歌水平最高的黃金時期，因此有唐詩之說，與宋詞並舉。唐代以後，唐詩的選本不斷湧現，現今流傳最廣的是蘅塘退士編選的《唐詩三百首》。清朝康熙年間的《全唐詩》整理收錄了二千二百多名詩人超過五萬首唐詩。唐前半期社會安定，經濟富裕，文人來往和百官遊讌，酬唱傳誦蔚為風氣。天寶之亂後，繼以藩鎮之禍，生活流離困苦，鬱結之情正可用詩歌來抒發。
不论从题材、体裁，还是风格等方面，唐诗对后代的诗歌创作有重大的影响。唐以後依然有人以古體詩和近體詩的格式創作，在後人的文學之中亦常常引用唐詩作為典故。唐詩和當時的書法、藝術和音樂互相影響，亦和佛教、道教和儒家思想有緊密關係，為研究當時的語言、歷史、宗教和文化提供了重要的資料。在唐朝作詩是科舉考試其中一個考核的項目。除此以外，唐詩亦成為中國重要的文化，無論是文人還是一般平民百姓都會接觸到。唐朝除了影響之後中國的文學和藝術，亦影響到日本、韓國的詩詞。在十九世紀開始，不少唐詩亦被翻譯成歐洲語言。

#### 初唐

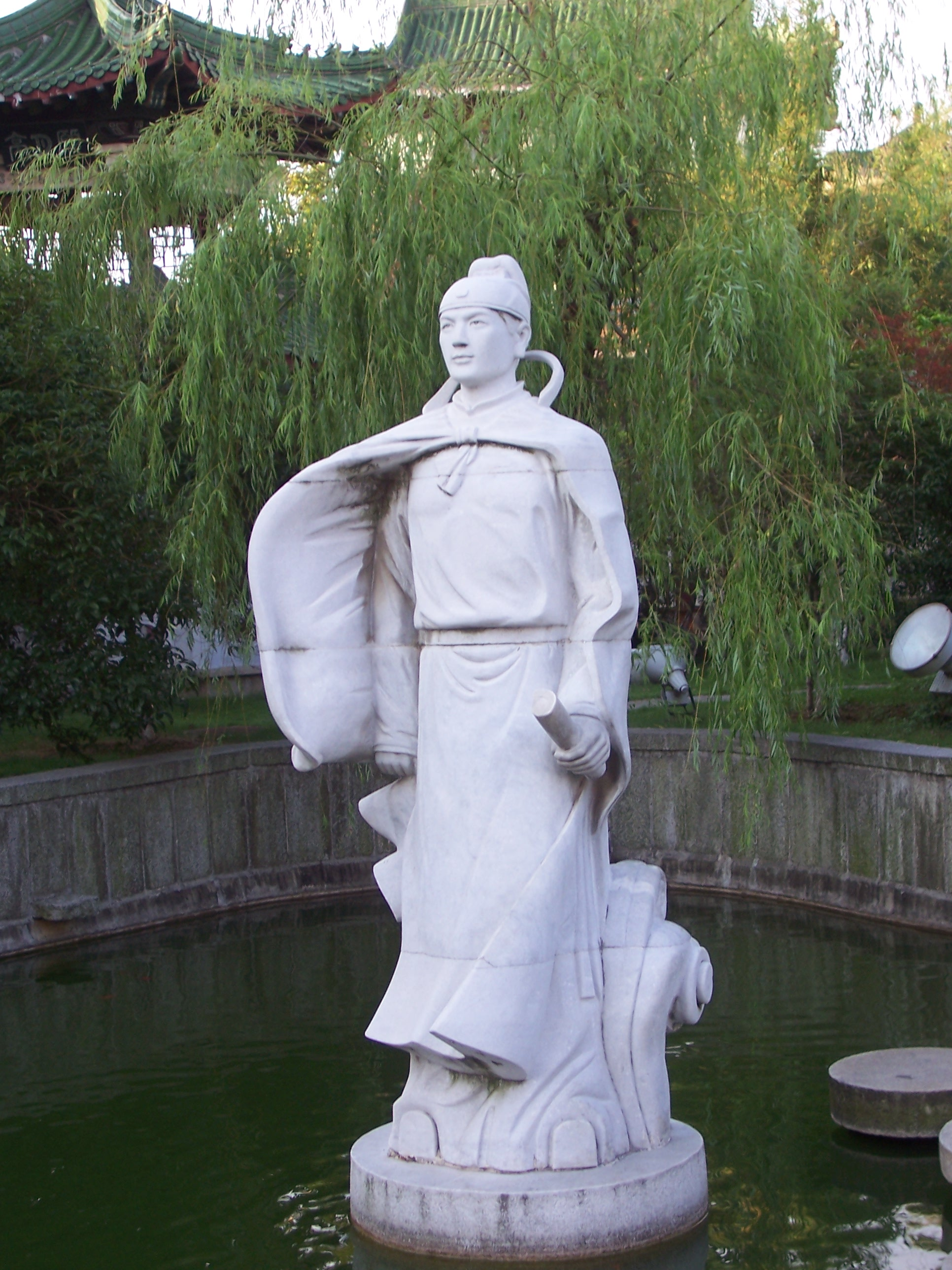
滕王阁下的王勃雕像

初唐時期，唐朝的詩壇雖未有盡脫前朝綺麗的詩風，但在這時期被稱為初唐四傑的王勃、楊炯、盧照鄰、駱賓王及陳子昂開拓了詩歌的題材及氣象，詩歌的內容大致上是有感而發，並不像前朝般無病呻吟。在詩歌體裁上，這段時期逐漸地確立近體詩的格律，比如王勃的《滕王閣序》最後的一首詩：

滕王高閣臨江渚，佩玉鳴鸞罷歌舞。

畫棟朝飛南浦雲，朱簾暮捲西山雨。

閒雲潭影日悠悠，物換星移幾度秋。

閣中帝子今何在？檻外長江空自流。
雖然頷聯及頸聯並不工整，但也可見律詩的雛形。

#### 盛唐
近體詩在盛唐時期發展成熟，就形式而言，可以分成：五言绝句，七言絕句，五言律诗及七言律詩。就题材而言，這段時期比初唐時期變得多樣化，大致上可以歸納為邊塞，田園，山水，浪漫主義，現實主義等等。
在邊塞詩中，以岑參，高適為代表，他們的七言古詩及樂府最為膾炙人口，如高適《燕歌行》，詩中氣象恢宏，但也有描寫征人長期服役不能夠歸家的苦惱，兵役的辛勞，在上位的將軍的腐敗無能等等的控訴。另外，王昌齡則長於七絕，能以短少精幹的篇幅描畫戰爭的過程，當時被稱為“詩家天子”；除此之外，他的閨怨詩也很出名，描寫女人的一舉一動很細緻，代表作有《從軍行》《塞下曲》及《閏怨》等等。

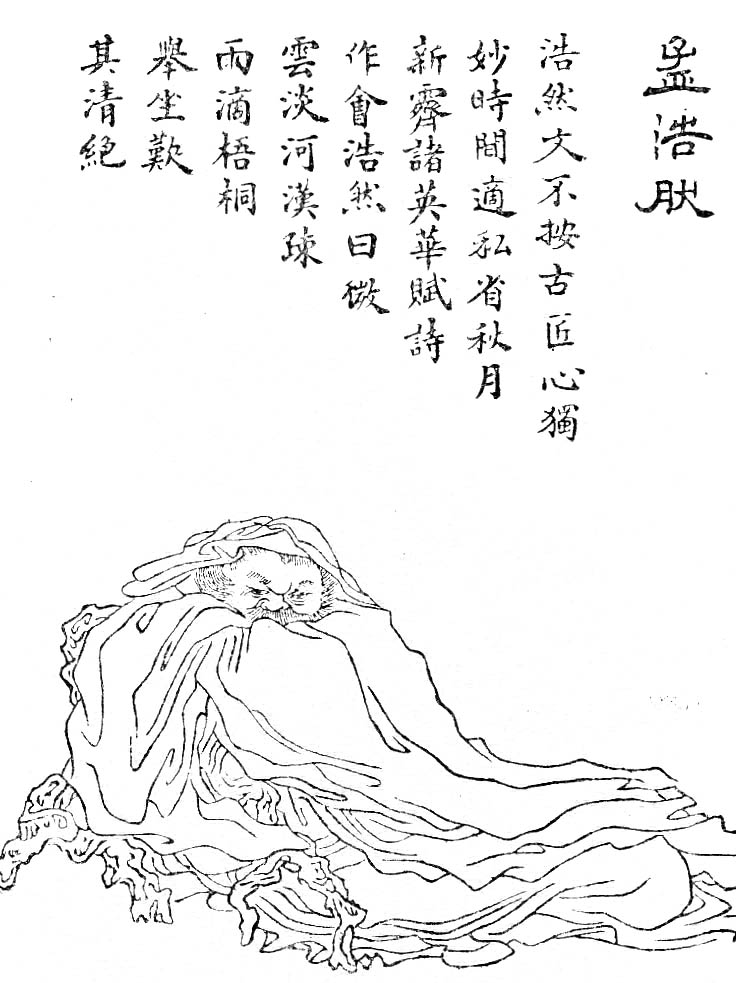
孟浩然的《晩笑堂竹荘畫傳》

田園風格則以孟浩然為代表，內容主要描寫田園生活的閒適情趣，悠然自得，但也有一些詩歌感懷身世。比如《臨洞庭上張丞相》中就有“欲濟無舟楫，端居恥聖明”一句，表達出自己懷才不遇的苦惱。
山水詩的代表人物則是王維。他的作品特色是以淺白的文字來描寫寧靜的自然環境，自然景物，看過他的詩就像是欣賞一幅山水畫一樣，比如《鹿柴》及《竹里館》等等，故宋蘇軾稱他的作品是“詩中有畫，畫中有詩”。另外，他的作品在寫景的同時也有時候滲透一些佛理，故他也被稱為“詩佛”。雖然他的作品偏向山水景物，但在他年輕時期也懷著建功立業的壯志，這也反映在他的早期的作品中，比如《老將行》等。

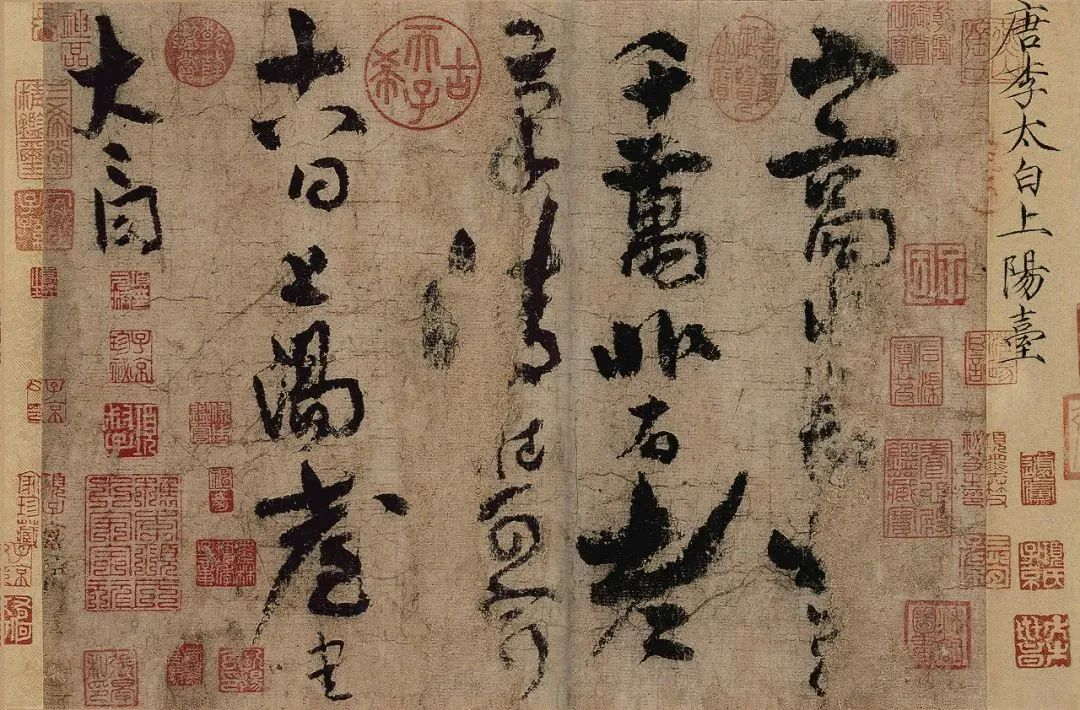
李白唯一存世的真迹《上阳台帖》，现藏于北京故宫博物院。

如果提及到浪漫主義的詩歌，“詩仙”李白就是其代表。他的作品特色是用比較簡單的字去表達自己的思想，比如有名的《靜夜思》，故杜甫稱他的作品“清水出芙蓉，天然去雕飾”。他的作品主要集中絕詩，古詩及樂府，較少重視格律的律詩。就是一些絕句，他也不一定按照固定的格律創作，但讀來卻很有音樂性，這也符合他的不愛墨守成規的性格。他有很多著名的作品，除了之前提及的《靜夜思》，也有一些鼓吹及時行樂，如《將進酒》，《宣州謝脁樓餞別校書叔雲》等，有一些滲透道教的遊仙思想，如《夢遊天姥吟留別》，《月下獨酌》，一些歷史古風，如《蜀道難》，也有一些反映以反戰為題材的，如《戰城南》，《子夜秋歌》等等，內容多姿多彩。
現實主義的代表詩人則是“詩聖”杜甫。杜甫的作品格律工整，長於煉字，體裁從不拘一格的古風到七律也有。杜甫憂國憂民，這種悲天憫人的思想反映在他許多流芳百世的作品之中，比如《春望》，表達出“國破山河在”的悲痛；《登樓》中，就是看到一草一木，也會感到“花近高樓傷客心，萬方多難此登臨”；這類的作品很多。由於戰亂，也會想起自己的家人，如《月夜憶舍弟》，《江村》；諷刺當時徭役繁重，如《兵車行》；諷刺當權者的腐敗生活，如《麗人行》；也有一些借過去的歷史又或是古跡抒發自己的感受，如《詠懷古跡》中，分別就描寫庾信，宋玉，王昭君，諸葛亮及劉備五位的歷史人物；《八陣圖》，借諸葛亮的遺跡來諷刺時弊等等。由於他的詩歌能夠像是書中記錄當時的民生疾苦，反映真確的現實，故後世又稱為“詩史”。

#### 中唐

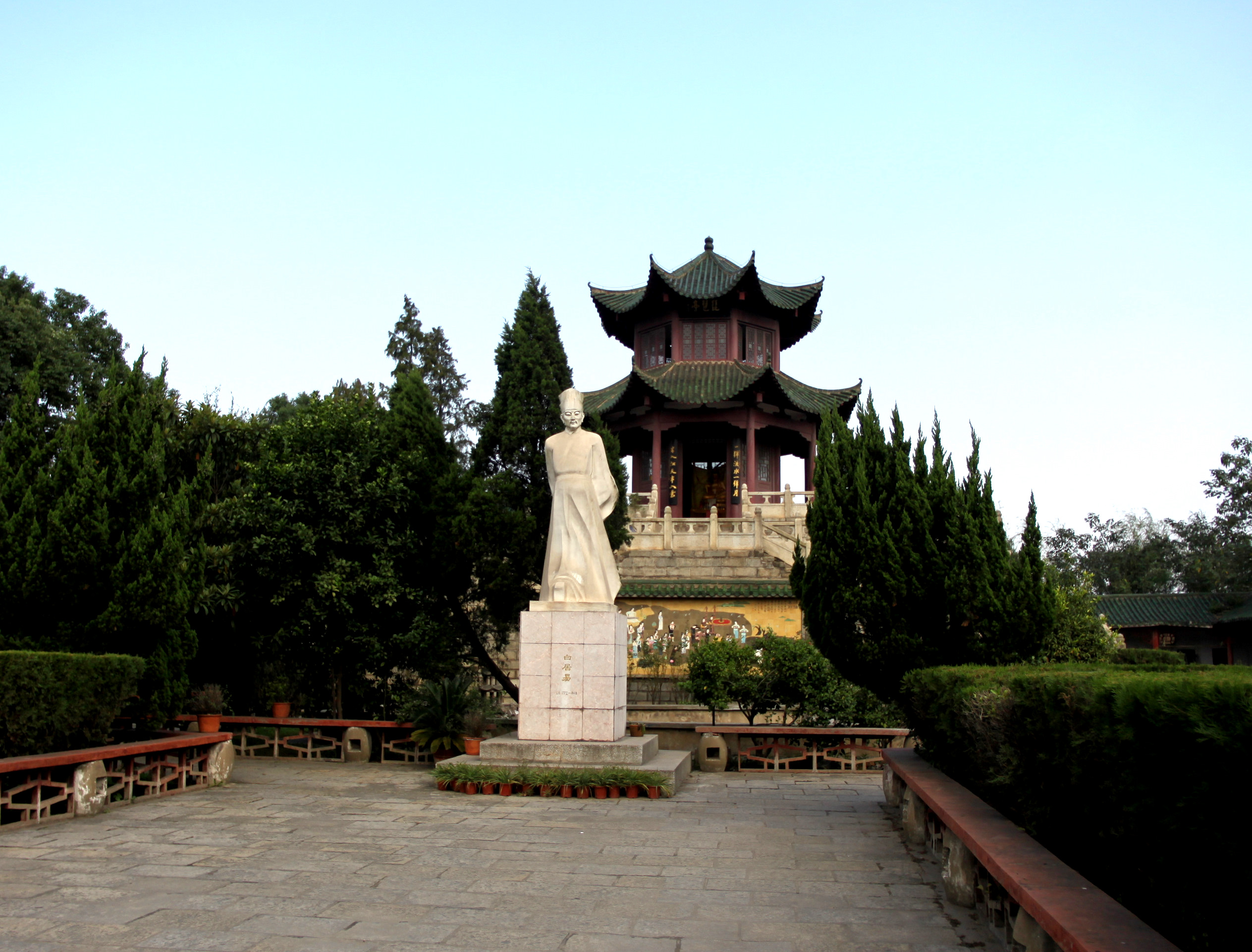
九江琵琶亭的白居易石像

及至中唐，雖然社會動亂，但著名的詩人還有不少。比如發起古文運動的韓愈，他嘗試以文為詩，風格奇險冷僻。另外這個時候也有一些寫山水田園而聞名的詩人，如柳宗元，韋應物，代表作品分別有《江雪》及《滁州西澗》等等。還有，元稹，白居易二人在詩壇上發起新樂府運動，主張“文章合為時而著，歌詩合為事而作”，反映社會的現實，用字淺白簡單。前者的自述身世的《遣悲懷》情感真摯，後者的《新樂府》繼承漢樂府以來反映現實的傳統，辛辣地諷刺時弊。白居易也寫有多首有名的古詩，如《長恨歌》，描寫唐玄宗跟楊貴妃的愛情故事；《琵琶行》，借歌女自傷身世。這段時期也有不同作品，比如大曆十才子，他們重視格律，詩風淡雅自然。

#### 晚唐
晚唐時期，詩風以婉弱為中心，當中代表人物有李賀，他繼承韓愈的奇險風格，故後世稱他為“詩鬼”。稍後的杜牧，李商隱，崇尚辭藻華麗，格律工整，內容以個人感懷，愛情等等，對比盛唐，中唐題材較貧乏。杜牧寫下不少言情的七絕，李商隱則長於七律，他的無題詩在文學史上有一定的地位，但也把當時的詩壇進一步推向纖麗，崇尚格律的風氣，直至宋初流行的西昆體，也是上承李商隱的詩風。

### 散文

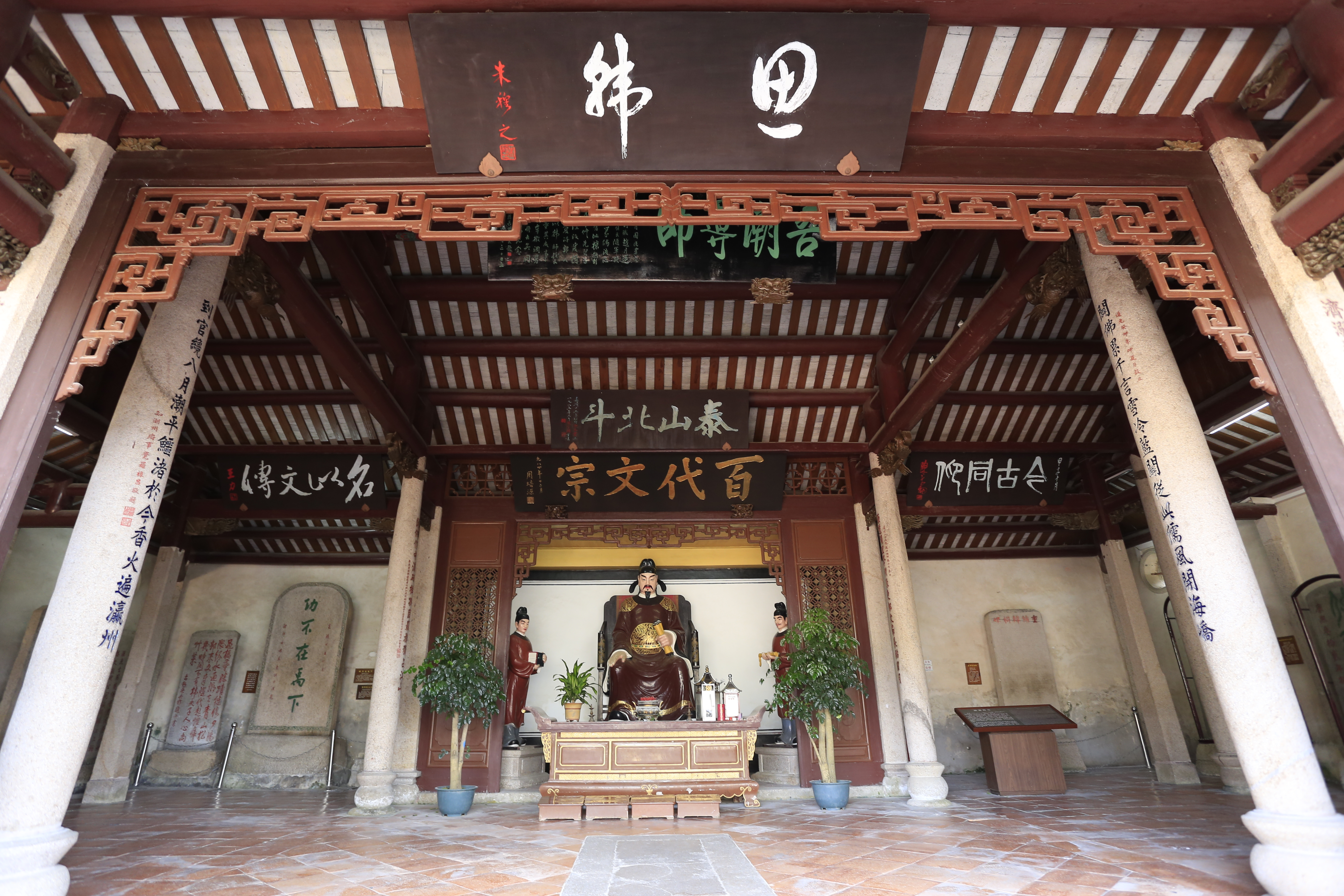
位于广东潮州市的韩文公祠正殿

散文領域能得到新的發展，是隨著新的表達形式出現而開始的。以韓愈、柳宗元所提倡的“古文”就是這樣了。六朝以來，以四字句，六字句作對偶，合乎聲律，堆砌文學語彙及典故的駢文就是當時的主流。“駢儷文”或是“四六文”這些名稱在古文運動之前還沒有出現。韓愈等人為了對抗駢文，高舉駢文盛行以前的古代自由的散文及六朝以來衰落的儒家理念。
古文在形式上廢除了許多駢文的規則，也強調復興六朝以來衰落的儒家價值，是公然對南朝文學持否定的態度。比如在時常被引用的韓愈的說話：“非三代兩漢之書不敢觀”（《答李翊書》），可見當中的端倪。但是，跟盛唐詩歌從繼承及反對南朝文學中誕生一樣，古文也同樣吸收了駢文在形成過程中成熟的表達手法。古文並不單是漢以前散文的重新呈現，也是一種按著時代的需要而形成的新文學體裁。
關於韓愈在文學史上的地位，日人吉川幸次郎有以下的看法：
所有近世的文學發展，都可以說是發源於韓愈。假如把一個不斷增加人文關懷或是要恢復人文關懷的時代稱為近世的話，宋以後的中國，縱使跟西洋的近世不是完全相同，把這個比例引用至中國自身歷史上，韓愈就是把當時的歷史流向變換至近世的重要人物。（《唐代の詩と散文》）
從這裡可以看到，在文學史上，又或是以韓愈為契機，中國文學從詩的時代轉變至散文的時代。詩的語言較少及精煉，較像古代；散文以繁多的語言寫成，較像近代。還有如果詩的精煉是得力於直觀思維，散文的寫作則較多得力於分析思考的話，直觀性是古代人的東西，分析性是近代人的東西。
以韓愈及柳宗元為首的唐代中葉古文運動雖然催生出韓柳二人優秀的作品的成果，但仍不至於改變當時以美文（四六駢儷文）為主流的潮流，即使進入宋初，美文仍被稱為“時文”，盛行一時。
- 唐宋八大家：唐朝和宋朝八位著名的文學家
  - 韩愈：蘇軾稱之：「文起八代之衰，道濟天下之溺。」
  - 柳宗元：韓愈稱之：「雄深雅健，有司馬子長之風。」
  - 欧阳修
  - 苏洵
  - 苏轼：王國維評之：「以宋詞比唐詩，則東坡似太白。」
  - 苏辙
  - 王安石
  - 曾鞏

### 傳奇
傳奇為唐朝的短篇小說，繼承六朝的志怪小說發展而來的一種文學體裁。在這時期，雖然也沿襲南北朝志怪的題材，但內容開始偏向從現實取材，出現了一些沒有“怪”的「才子佳人小説」作品，比如《鶯鶯伝》及《李娃伝》；以及一些英雄小說，如《虯髯客傳》，寄託了人民在中唐亂世中出現富有正義感的英雄的期盼。從這一點看來，唐朝的傳奇可以看成是後世中國白話文學的先驅。著名作品除了之前提過之外，還有《杜子春伝》（為日本芥川龍之介的短篇小說《杜子春》原本），《補江総白猿傳》《遊仙窟》《枕中記》《南柯太守伝》等等。當中《遊仙窟》曾一度散逸，卻在日本保留下來。

## 宋朝文學

### 詩歌
宋朝開始，詩歌的發展主要分為廟堂及草莽詩人兩部分。廟堂詩人在官場不一定權勢顯赫，但至少有官職。宋初詩壇基本上以廟堂為中心，詩風承襲晚唐綺麗的詩風。當時的知制誥翰林學士楊億把自己及其身邊的同道中人劉筠\钱惟演等人的詩作編修成《西崑酬唱集》出版。自此，他們的詩風被稱為“西崑派”，但他們並非因為抱著特別的創作理念而結成詩派的。至真宗朝，模仿李商隱詩風的西崑體仍非常盛行。
他們的詩歌幾乎完全模仿晚唐的詩風，即使同樣是模仿，也不過是拿出將為舊的東西，創作手法比較簡單。唐朝滅亡到宋朝成立期間的五代時期並不是沒有詩人，但由於是短期的動亂時代，在詩史上並沒有值得一提的詩人，故此宋初詩風是直接繼承晚唐。與其說繼承，惰性或許更來得貼切。但是，西崑派詩人並沒有以惰性去創作的打算。他們按照自己的步伐去發現晚唐詩歌的美，加以繼承發展。因此，他們最推崇李商隱的詩歌，李商隱的詩歌是以華麗的表達手法去把生於晚唐中人的暗淡的絕望感表達出來。可是，西崑派詩人並沒有任何的絕望感，他們所選擇繼承的是華麗的表現技巧，這可以將之看成建國初期粉飾太平的政治工具。
但在同期，一股新的詩風逐漸地形成。例如王禹偁，創作了質樸平淡的自然體的詩歌。他本身是一位高官，但並沒有左右朝議的影響力。他一面排斥當時崇尚晚唐的詩風，一面推舉唐代的代表詩人，如盛唐時期的李白杜甫及中唐時期的白居易。他並沒有跟隨當時流行的詩風，而是憑著自己的判斷挑選出優秀的詩人，並擷取及繼承他們詩歌的特色。
承襲這一股源流的是梅堯臣及蘇舜欽。兩人在官場均不得意，意識較接近草莽詩人。因此，他們的詩歌並沒有粉飾太平盛世，更多的是表達他們自己真實的苦與樂。從這種態度出發，宋詩一面繼承唐詩，一面加上新時代詩人的感覺，開拓出獨自的詩風。
及至仁宗朝，欧阳修的詩作深受梅尭臣的影響，把這兩人的風格加以繼承及發展。歐陽修既是一位詩人，又是出色的散文家，學者及有才能的官吏。由於他才華橫溢，在官場逐漸活躍起來，在廟堂上有一定的地位。在這時，廟堂的詩風出現改變。宋初的草莽詩風藉著他的手被帶進廟堂，一變晚唐以來西崑體的詩風。從此，貴族的抒情及重視華美為特徵的晚唐詩風逐漸退出主流，反之以士大夫的識見及政治為特色的宋詩的基礎確立起來。官場得意的歐陽修對在官場不得志但在詩壇上是前輩終生不失尊敬，並熱心培育出色的後輩。被他賞識的人當中，既有其後在政見上出現對立的王安石，也有當時從蜀的山中上京，毫無名氣的蘇洵及其兒子蘇軾，蘇轍。
至神宗，王安石成為宰相，大力推行新法。在當時，就連詩壇他也擁有強大的影響力，寫下許多政治的議論詩。他最推崇杜甫，並評價杜甫是偉大的詩人，這一個看法是藉著他的影響力而得以確立的。就這樣，宋代廟堂的詩歌自身也意識到繼承唐代草莽詩歌的傾向。由於與王安石在政見上對立，蘇軾在官場上屢遭挫折。儘管如此，他及其身邊的門人，被稱為‘蘇門四學士’的黃庭堅，晁補之,張耒,秦觀等人基本上也具有這種傾向。其後新黨失勢，舊黨重新執政。雖然新舊黨爭激烈，但廟堂詩風仍是維持著這個趨勢而發展。蘇軾跟王安石的不同，是他不只是推崇杜甫一個人，而把杜甫看成是偉大詩人之一。其後繼承這種看法的黃庭堅，比蘇軾更推崇杜甫的詩風。政見上的對立並沒有被帶進詩壇中，反之而言，王安石與蘇軾之間，在詩歌創作上有著共通的地方。
蘇軾留下了富於機智的出色作品，對後世的詩歌發展有巨大的影響。他有不少的政治諷刺詩，以《荔枝嘆》最有名。此外，他也寫下不少富哲理的詩歌，如《望廬山瀑布》，《和子由澠池懷舊》等等。蘇軾門下出現許多優秀的詩人，尤其是黃庭堅，他可與蘇軾媲美，世稱“蘇黃”。黃庭堅在詩歌創作上提出“脫胎換骨”及“點鐵成金”，大抵是把古人詩歌的思想內容融進自己的詩歌，以新面目示人。另外，在詩歌的韻律上，他繼承韓愈，嘗試以仄聲為韻腳，押險韻，被稱為“拗體詩”。
在北宋到南宋的交替期的呂本中撰寫了《江西宗派圖》。根據這個系譜，詩派的始祖是杜甫，黃庭堅是最正式地繼承杜甫的詩歌，此外更把繼承黃庭堅的26位詩人加入系譜中。呂本中是南宋時期的中書舍人，隨時廟堂中人，但由於與主和派秦檜對立而遭免職，擁有者當時政界中反主流的色彩。自此，奉黃庭堅為始祖的“江西詩派”正式成立。江西雖是黃庭堅的出身地，但其詩派中人並非全是江西人，還有黃庭堅並沒有意識到自己要建立一個詩派，是呂本中及其門人編寫出來的系譜而詩派得以確立。但無論江西詩派的成立原因如何，當江西詩派的觀念一確立，在南宋初期的詩壇上發揮出巨大的影響力。
江西詩派推崇杜甫之餘，也重視黃庭堅提倡的“換骨脫胎，點石成金”之法。就是說，在創作詩歌的時候，襲用前人詩句，在當中只修改小部分變創造出新的詩境；又或是跟前任詩歌作品的構想一樣，卻用另外的手法表達出來。由於歐陽修及王安石的努力，一方面發現到唐朝詩歌的優秀部分，一方面宋代詩人把唐詩想像成在自己眼前聳立的巨型金字塔。黃庭堅所主張的是一種跨越這個金字塔的意欲。
可是，在江西詩派末期，許多這一派的詩人不過借用前人的詩句修改一兩個字便自稱為新的作品，作品流於空洞簡單。南宋初期著名詩人陸游，范成大，楊萬里等，其作詩一開始雖然是從江西詩派開始，但最終他們的詩風也脫離了江西詩派。
在宋朝南遷的動盪時期，詩歌逐漸回歸唐朝重視抒情的特色，這種詩風接著南宋四大家（陸游 · 范成大 · 楊万里 · 尤袤）等人得以發展起來。其中，背後是成為愛國詩人陸游寫下不少題材的詩歌，比較出名的是他富於澎湃愛國情感的詩歌。比如《夜讀兵書》，他就闡述了自己『平生萬里心，執戈王前驅。戰死士所有，恥富守妻孥』的氣概；《金錯刀行》中一句：『鳴呼，楚雖三戶能亡秦，豈有堂堂中國空無人！』，控訴朝廷不思進取，沒有收復中原的決心；又例如《書憤》：
早歲那知世事艱，中原北望氣如山。

樓船夜雪瓜洲渡，鐵馬秋風大散關。

塞上長城空自許，鏡中衰鬢已先斑。

出師一表真名世，千載誰堪伯仲間。
他就表達了早日收復中原的願望及自嘆自己年老，無力為北伐盡力；在《秋夜將曉出籬門迎涼有感》中『遺民淚盡胡塵裏，南望王師又一年』一句，他不單止狠批朝廷的不思進取，更想到受異民族壓迫的遺民的悲苦。而相傳是他臨終之作的《示兒》：
死去原知萬事空，但悲不見九州同。

王師北定中原日，家祭無忘告乃翁。

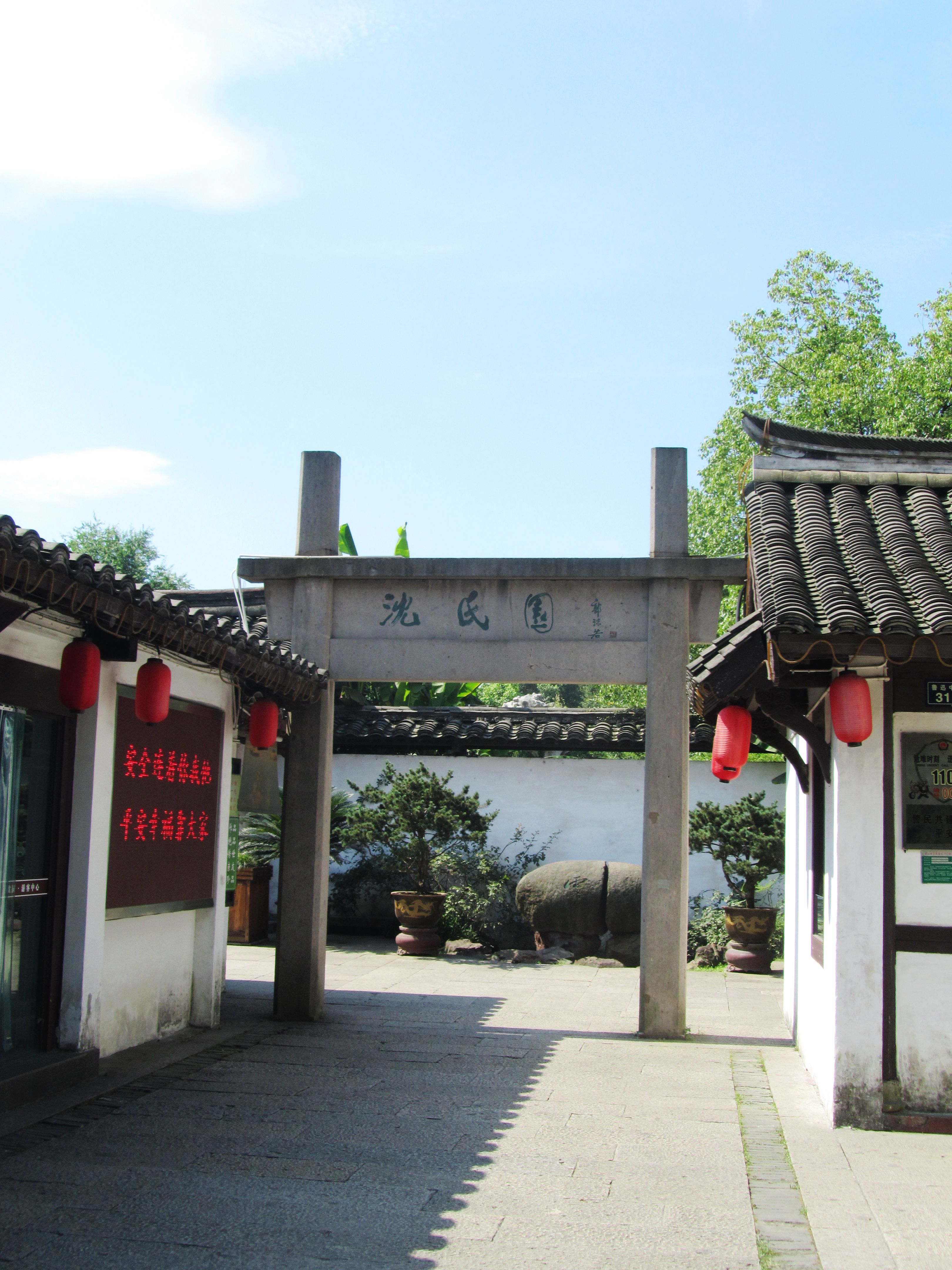
绍兴沈园的北门

表達出有生之日不能夠看到收復中原的飲恨。除了愛國情懷，也有不少著名的愛情作品，比如《沈園》：
夢斷香消四十年，沈園柳老不吹綿。

此身行作稽山土，猶吊遺縱一泫然。
表達出在唐婉死後多年仍念念不忘。此後也有同樣的作品，如《夢遊沈園》：
路近城南已怕行，沈家園裡更傷情；

香穿客袖梅花在，綠蘸寺橋春水生。
可以看出他雖然年老，但仍是懷念唐婉。至於《春遊》：
沈家園裡花如錦，半是當年識放翁。

也信美人終作土，不堪幽夢太匆匆。
桃花依舊，人面全非。此外也有一些田園詩，如《游山西村》及一些政治諷刺詩等等。陸游流傳的作品很多，情感真摯，在當時其詩歌名氣盛極一時，被稱為『小李白』。但陸游對詩名卻不重視，比如名篇《劍門道中遇微雨》：
衣上征塵雜酒痕，遠游無處不消魂。

此身合是詩人未，細雨騎驢入劍門。
就反映出他報國無門的失意，終其一生當一名詩人為恥。
自范成大成為宰相，南宋中葉以後，廟堂不再是詩壇的中心。無論朝廷是主戰或是主和，詩人也不再感興趣。在這時期出現了新一批的草莽詩人。
例如在楊萬里及陸游死後的13世紀初，在永嘉（今浙江省溫州）出現了趙師秀，翁卷，徐照，徐珠四位詩人，被稱為“永嘉四靈”。四靈是稱讚他們在詩歌上有才華的美稱，但在官場上卻寂寂無名。趙師秀等人雖進士及第，但官場履歷不明。他們之所以有名氣是因為得到當時在永嘉出身的著名學者葉適及其永嘉學派的賞識。可是，就連永嘉學派也不是官場中人，又或是當一些閒散的官職。他們之所以受到注意可能是因為當時南宋的經濟政策，永嘉地區海港的繁榮吧。
同樣的例子也有與趙師秀交遊的臨安書店東主陳起。陳起雖販賣古籍，但同時也刊行許多唐人詩集。自然，他的書店聚集了詩人。陳起本身也創作詩歌。故此，他曾挑選來他店的詩人的作品修編成《江湖集》發行。江湖，就是相對廟堂而言，在野的意思。在這本詩集中，共收集109人的作品，當中雖有像劉克莊般成為高級官員的詩人，但絕大部分終其一生仍是草莽詩人，大多是下級的官吏，山林隱士，政治地位低的小詩人。自此，“江湖派”的名字正式出現，具體而言是指《江湖集》中的109位詩人。其發展過程跟江西派一樣，一開始並非高舉一種主義理念而建立起來，是後來自然地呼朋引類地形成起來。永嘉四靈及江湖派的共通點是其題材集中身邊瑣事的小品，當中並沒有展示博大的才能或是有熱烈的激情。
宋詩跟唐詩比較，一般而言，偏向平淡，沉靜及說理。這些特點一方面跟當時的宋代社會背景有關，一方面宋代優秀的詩人在被譽為為文學史上的高峰的唐詩之前，一面摸索自己的創作詩歌的道路，一面建立自己的風格。
南宋末，值得推崇的作品並非沒有，但作品內容大多缺乏作者發自內心的聲音。直接南宋滅亡之際，以愛國詩也聞名於世的文天祥及謝翱等人的出現才出現有價值的作品。
跟南宋同時並行的金朝，由於是異民族政權，政治及文化較為保守，詩壇以趙秉文等高官為中心，詩風較接近西崑體。此外，該時期也有另一位著名的詩人元好問。他的詩歌創作以杜甫為指標，但這是繼承王安石的提倡，並非自己的主張。元好問雖然沒有否認自己受到宋詩的影響，但他與江西詩派不同，用另外的角度去接近杜甫。他不拘泥於換骨脫胎，不講究表現之巧，構想之妙，他著眼於詩歌的沉鬱頓挫這個根本的問題。他受到趙秉文的賞識，成為其門人，本來有機會在官場活躍。但至45歲，金國被蒙古消滅，自此他寫下不少哀悼故國的詩歌，體現到杜甫的痛切，詩歌的名氣也一度提升。

### 詞
北宋前詞派：
1. 花間派：李煜、馮延巳、晏殊、晏幾道

北宋分三大派：
1. 婉約派：柳永
2. 豪放派：蘇軾
3. 格律派：周邦彥

南宋分三大派：
1. 婉約派：李清照、姜夔、史達祖
2. 豪放派：辛棄疾、劉辰翁、劉克莊、文天祥、張炎
3. 格律派：吳文英

### 散文
在歐陽修《記舊本韓文後》對宋初的散文有以下的敘述：
是時，天下學者楊、劉之作，號為時文，能者取科第、 擅聲名，以誇榮當世，未嘗有道韓文者。
楊億，劉筠及錢惟演均為宋初宮廷文人，專事創作取法唐李商隱雕琢艷麗的詩文（西崑體），執文壇牛耳，成為參加科舉士子的標準文體。但是四六駢儷文及後來承襲這股潮流發展而成的奇怪的“太學體”漸漸不足以適應近世社會變動的需要。1028年，宋仁宗就曾兩度下詔文章“必以理實為要”。在這個情況下，在宋初以來，有一些文人對當時文壇主流的西崑體持否定的態度。1011年，姚鉉所編修的《唐文粹》，相比作為國家文化事業，一共收錄唐朝文學作品九成的《文苑英華》，《太平廣記》及《太平御覽》，《唐文粹》正如其書名所示，作品是根據編修者自身的標準挑選的。這些標準，一看收錄的作品就一目了然，賦只有文賦，文只有古文，詩只是古體詩，工於聲律的律賦，四六駢儷文，近體詩等完全沒有收錄。姚鉉其實是宋初古文運動的一員。中唐時期以韓愈為首的古文運動，為對抗當時只重形式聲律的駢文，提倡形式自由的散文。只晚唐雖曾一度衰落，至宋初，柳開，王禹偁,穆修及姚鉉重新提倡古文，其後承繼古文運動的歐陽修，王安石，蘇軾更以卓越的文筆奠定日後中國散文的形式。
歐陽修在小時候已接觸韓愈的古文，並肯定古文的價值。他跟尹洙，蘇舜欽等志同道合的人一同進行散文改革運動。1057年，歐陽修擔任知貢舉（科舉主考官），廢除了到當時為止沿用的以美文的好壞標準來評核考生能力的方式，改以重視論理表達方式的古文作為評核的標準。在這個科舉及第的有蘇軾，蘇轍及曾鞏，他們日後也成為出色的散文家在文壇上活躍，並藉此把歐陽修的以達意為旨的散文（古文）主張加以發揚，成為文壇的主流，這個地位直到近代還沒有絲毫動搖。
歐陽修許多經史子集的業績都是藉著以達意為旨的散文表達出來，中國學術也因這種新文學體裁得以進一步發展。但是，傳統的美文並沒有絕跡，比如歐陽修的《表奏書啟四六集》7卷中的表，制，牋，啟，詔，敕等循例也是用四六文方式寫成。作為高級官員（翰林學士）一定要具備這種出色的美文的寫作能力，許多聞名的散文家同時也是美文能手，這是由於因應文章的用途使用不同的文體有關。
唐古文作家與宋的代表作家加起來並成為“唐宋八大家”，這是源自清沈德潛把八人的作品合編成《唐宋八家文讀本》30卷而來的。唐宋八大家的宋代作家有歐陽修，蘇洵，蘇軾，蘇轍，曾鞏及王安石六人，當中蘇軾，蘇轍及曾鞏三人是在歐陽修擔任知貢舉的嘉佑3年禮部試的及第者。蘇氏父子合稱“三蘇”，大家均得到歐陽修的知遇之恩而晉身官場。即使主張變法而知名的王安石，其後雖與歐陽修在政見上對立，但他的文才是歐陽修最早發現的。六人橫跨兩個世代，從北宋中期到後期，差不多是同時代活躍的作家，中國近世的主流文體也是在這時候奠定，成熟的。六人雖可以說同是歐陽修一門，但各自的文章中在個性上有少許不同，總結而言，是藉著學習韓愈古文的歐陽修的文體的代表。
吉川幸次郎就比較了韓愈與歐陽修的散文風格：
歐陽修，或稱歐陽永叔，是自任韓愈的後繼者的大家，文章上與韓愈比較，較平明委曲。如果稍稍誇張地設比喻，韓愈以一字說不盡的地方，歐陽修能以一句來表達出來。如果只是這方面的話，跟韓愈比較，歐陽修偏向分析性，換言之，較為散文性。由韓愈開拓的散文形式，至歐陽修，不得不說有較大的發展......韓愈的文章是陽剛的話，歐陽修的文章則顯得陰柔。（《唐代の詩と散文》）

### 小說
在唐朝時，一些戲劇表演又或是故事的演講主要集中在貴族及寺院裡。那時候，在貴族私邸裡，貴族會請這些人來表演娛樂，但並沒有公開。在寺院中，為了增加信徒，在向非佛教徒的演講中也會有“俗講”的一部分，這部分許多時也跟佛教無關。這兩個地方可以看成是通俗小說的起源，可是由於並沒有公開，這類表演並沒有繁盛起來。及至宋代，晚上的宵禁比之前寬鬆，加上工商業發達，夜生活變得熱鬧起來，而說故事，戲劇表演等等也從貴族及寺院中走進平民百姓的生活，這與宋代小說的發展有密切的關係。
在宋代各大都市，尤其是北宋的開封及南宋的杭州的街道上出現了許多人群聚集的熱鬧區，當時稱為“瓦子”。“瓦子”中，有“勾欄”一類的表演戲劇，說故事的場所。在唐代，這種表演只是局限於貴族及寺院，現在可以作為一種商品，在大庭廣眾中表演。據《都城紀勝》記載，在“勾欄”進行眾多的表演中，有“說話”一種的說話表演，這種表演也劃分為4類，“說話四家”。關於這4類別的項目，眾說紛紜，但內容大致如下：
1. 主要是短篇故事，稱“小說”。這個類別也有以下的劃分：軟性內容，如“靈怪”、“煙紛”（女幽靈）、“傳奇”（戀愛）等；硬性內容，如“公案”（審判）、“朴刀”、“杆棒”（兩者均指打鬥）、“說鐵騎兒”（戰爭）等；
2. 佛教的說法，“說經”，是前朝佛教“俗講”留下來的痕跡；
3. 長篇歷史故事，“講史”；

在以上所述的4個類別中，最重要的部分是“小說”。這個名稱後來逐漸成為“說話”的代名詞。
在那個時代，由於“說話”的盛行及識字的人數增加，人們不單止只是去“勾欄”看表演，也出現把這種“表演”變成文字來閱讀的需求。把這一種需求變成商機，正是當時印刷術的發達。在此之前，書本的出版主要是用手抄的方式；但隨著宋朝的印刷術進步，在短時期就能夠出版大量及廉價的刊物。由於在宋朝具備條件發展商業出版，刊物出版蓬勃起來，比如《西遊記》的源頭《大唐三藏取經詩話》，按該書的卷末顯示，就是由杭州中瓦子名為“張家”的書店出版。聽眾在“勾欄”聽完故事後，就去“瓦子”附近的書店把自己剛聽的故事賣給書店，書店再根據這些情報來出版小說。

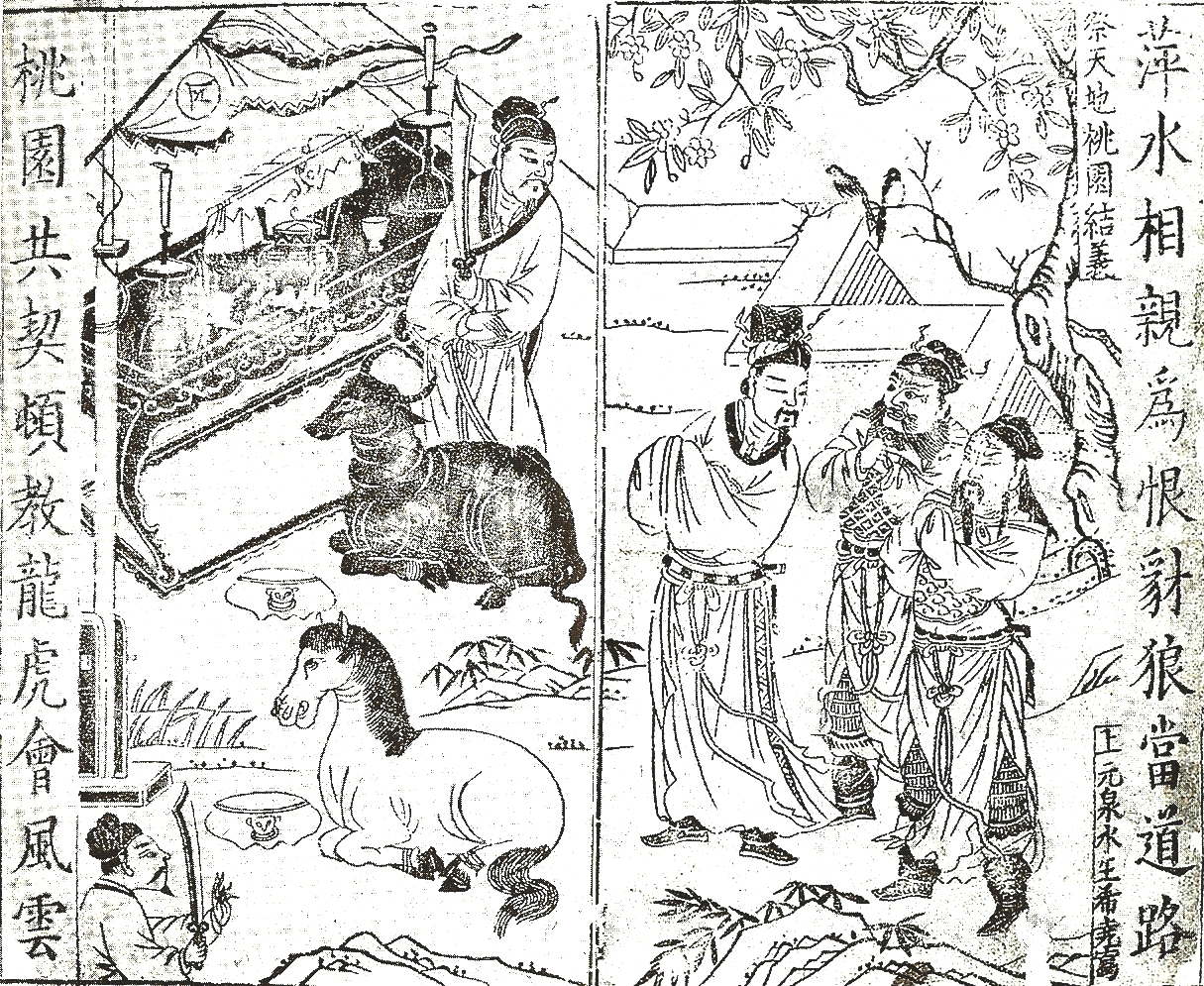
三国演义

就如以上所述，聽的小說逐漸發展成看的小說，後來看的小說自身也逐漸獨立發展起來。當時“說話四家”中短篇的“小說”稱“話本”，長篇的“講史”稱“平話”，這些作品與日後的《三國演義》（取材自“講史”），《水滸傳》（取材自“朴刀”、“杆棒”），《西遊記》（取材自“說經”）有很深的淵源。
這種表演藝術的演講者稱“說話人”，在幕後編寫故事的稱“才人”或是“書會先生”。這些人分別也屬於自己不同的組織，如“雄辯社”，“書會”等等。至元朝，由於讀書人沒有機會入士，遂加入書會，參與戲劇及小說的創作。書會雖然創作了不少小說，但更多的是創作韻文的文學。在宋代的小說中，韻文在作品中佔有重要的地位。
宋元時期小說的另一個特徵，就是附有插圖。小說不單止是用來閱讀，也可以觀賞。有些小說的版本相比文字，出版者花更多的心思在插圖上，比如元末在建安出版的《三國志平話》，插圖精巧，但文字粗糙，這類似今天的連環圖或是漫畫。

## 元朝文學

### 诗
元朝初期，與同是異民族的金國不同，不重視南方金及南宋的文化。但接近13世紀末，朝廷開始出現中國化的傾向。他們開始重視翰林院及史館，招攬有才華的人才作為皇帝的學問及文學的顧問。在此之前，這一類的官職多是一種名譽，並不輕易授予。在這裡，他們招攬了著名詩人趙孟頫、袁桷、虞集、揭傒斯、范梈、楊載等人。後四人更被稱為“元詩四大家”。他們雖然是廟堂詩人，但朝廷內始終並沒有很強烈的崇尚文學風氣，影響力不大。同時期也有一位色目人詩人薩都剌。雖然沒有詳細的傳記，但根據他的詩集，他前期是一位廟堂詩人，後來成為江湖詩人。他的前期作品多是酬唱之作但與後期的內容也差不多，廟堂跟草莽的詩風並沒有強烈對立。此外，另一位詩人楊維楨，終其一生為草莽詩人，生於江南，跟喜愛詩歌的人結成詩社，對詩歌創作給予批評，忠告及指導。詩社中大部分均是商人階層，並非為科舉而學詩，而是純粹為詩歌創作而學習詩歌。

### 散曲
- 元曲四大家，即元朝四位著名的散曲作家，又称「关、马、郑、白」：
  - 关汉卿
  - 马致远
  - 郑光祖
  - 白朴
- 喬吉
- 張可久
- 張養浩

### 雜劇
- 关汉卿
- 王实甫
- 郑光祖
- 马致远

## 明清時期文學

### 散文
- 明朝
  - 宋濂（1310－1381）
  - 劉基（1311－1375）
  - 歸有光（1506－1571）
  - 袁宏道（1568－1610）
  - 徐霞客（1586－1641）
  - 高启（1336－1373）
  - 张岱（1597－1679）
  - 蔣士銓（1725－1784）
  - 鍾惺（1574－1624）（竟陵派）
  - 譚元春（1586－1637）（竟陵派）
  - 屠隆（1543－1605）
  - 文震亨（1585－1645）
- 清朝
  - 方苞（1668－1749）（桐城派）
  - 劉大櫆（1698－1779）（桐城派）
  - 姚鼐（1731－1815）（桐城派）
  - 袁枚（1716－1797）
  - 龔自珍（1792－1841）
  - 魏源（1794－1857）
  - 梁啟超（1873－1929）

### 小說
從宋朝繁華區誕生的“話本”及“平話”變成讀物，其後這種文學發展至明朝，在內容上及文體上大大地提升，成為高質素的文學作品。比如，在元朝出版的《三國志平話》，文章非常粗糙，但經過元末明初羅貫中參考史書全面改寫，後來清朝的毛宗崗也進行一些改訂，使故事更加充實。
明清時期，這種章回小說發展蓬勃。這種小說把整個故事分成不同的回，每回記錄故事的小部分，在每回結尾會留下一些讓聽者或看者引起追看下一回興趣的內容。從章回小說的格式，我們也可以推想演說者的演說慣例。但是，章回小說不是按著演說者的說話一字不漏的記錄下來。在初期，比如宋元時期，小說的文字比較粗糙，但經過不斷的洗練，慢慢發展出文言跟白話文巧妙地融合在一起的文體。用來閱讀的小說正式確立也同時促使白話文發展成熟。
在明朝章回小說成形之前，“話本”及“平話”有不少韻文的成分，但隨著小說本身的對象從聽眾變成讀者，韻文比例不斷加少，而散文的比重增多。儘管如此，雖然今天傳世的明朝小說《水滸傳》及《西遊記》基本上是用口語體的散文寫成，但小說中也有相當的篇幅是韻文，這是以前“講唱文學”留下來的痕跡。

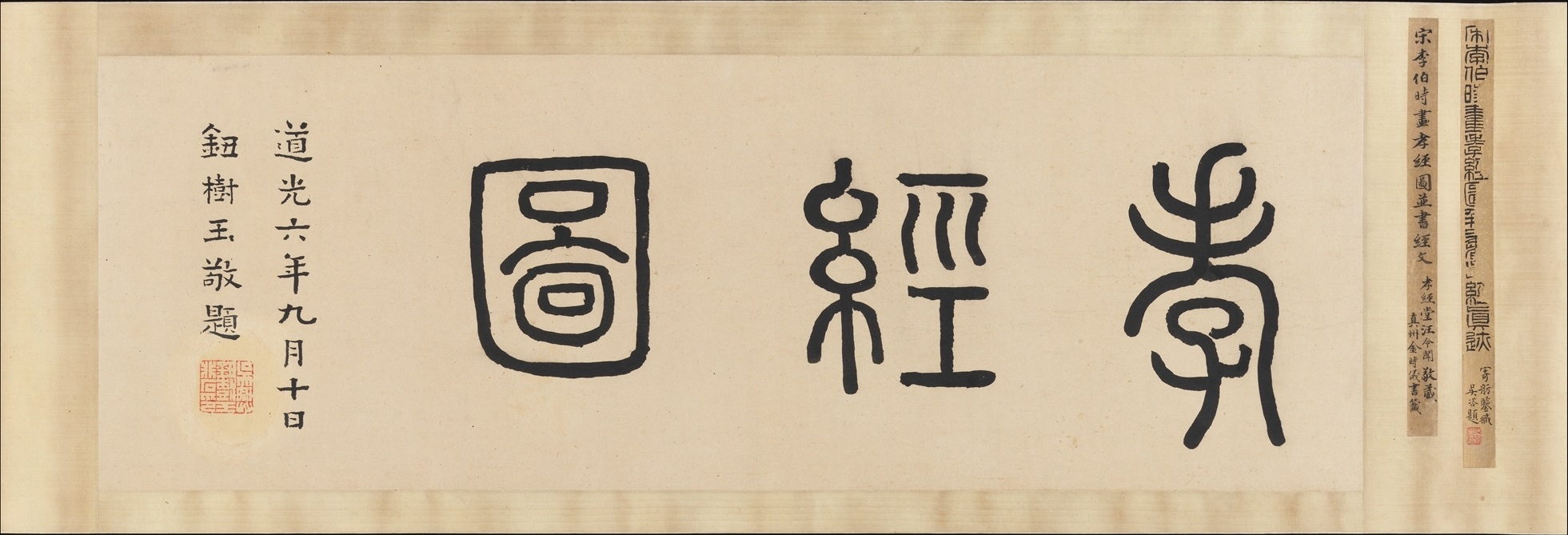
《孝經》（1826年）

隨著章回小說在質素上及文學地位的提升，至明朝後期，不單止書會先生等下層文人，在當時的一流文人也積極從事寫作小說。比如編寫“三言”（《喻世明言》《警世通言》《醒世恆言》）“二拍”（《初刻拍案驚奇》《二刻拍案驚奇》）的短篇小說集作者馮夢龍及凌蒙初就是其中的代表。二人均積極認同小說對社會的影響力，明確地從事小說創作。比如馮夢龍，在《醒世恆言》的序出說：“以《明言》《通言》《恒言》為六經國史之輔。”雖然他的小說觀仍受六經及國史，道德與歷史的限制，但相比前人，他們已經很大程度上認同通俗文學的功用。他又在《喻世明言 序》中提到：“雖小誦《孝經》《論語》，其感人未必如是之捷且深也。噫！不通俗而能之乎？”就是說，相比讀《孝經》《論語》，讀通俗文學更能影響大眾的意思。
在小說文學發展的過程中，當作者意識到小說的地位不比傳統詩文及史書遜色，其後，一些作者在某程度上脫離道德及歷史的制約，嘗試創作一些以純文學為理念的小說作品。《金瓶梅》就是這類型的作品。《金瓶梅》雖然有部分的背景取材自《水滸傳》，但與《三國演義》、《水滸傳》不同，這部作品本身沒有跟講唱文學的說話人有直接的關係。雖然作者不詳，但可以肯定作者是一位有高度教養及敏銳觀察力的人物。他借用小說的形式把當時的社會，尤其是人的慾望及罪惡的眾生相描寫出來。由於《金瓶梅》不是描寫史實而是故事，不是道德而是慾望，不是善而是惡，可以說這是中國小說史上第一部的寫實小說。
《金瓶梅》的作者與同期的白話小說的作者不同，不能夠憑這部小說收取酬勞。從這意義上看，《金瓶梅》是一部為小說而小說，一部純文學的小說。《金瓶梅》這種重視個人理念的小說創作方向，在其後清朝的《紅樓夢》中，這種創作精神更進一步充實起來。《紅樓夢》的主題，一句話，就是作者曹雪芹對自己一生的慨嘆。在當時，如果要表達這種主題一般會利用傳統詩文，但曹雪芹卻選擇了白話小說。
在高度文學性的白話小說出現的同時，一些大眾化及通俗的小說也仍然存在。後者本身與說書有很大的關係，內容多是一些歷史又或是打鬥的故事。如描寫隋末唐初的群雄的《說唐演義》及以判官包拯為主角的《三俠五義》就是當中的代表。
到清朝，既有像《紅樓夢》《儒林外史》般作者花一生的心血所寫的純文學的大作，也有以大眾娛樂為目的而創作的通俗小說，各式各樣的小說在文壇出現。另外，也有一些小說的批評活動，比如金聖嘆就把《水滸傳》看成可與《史記》及《離騷》並列的傑作，小說的流行盛況空前。

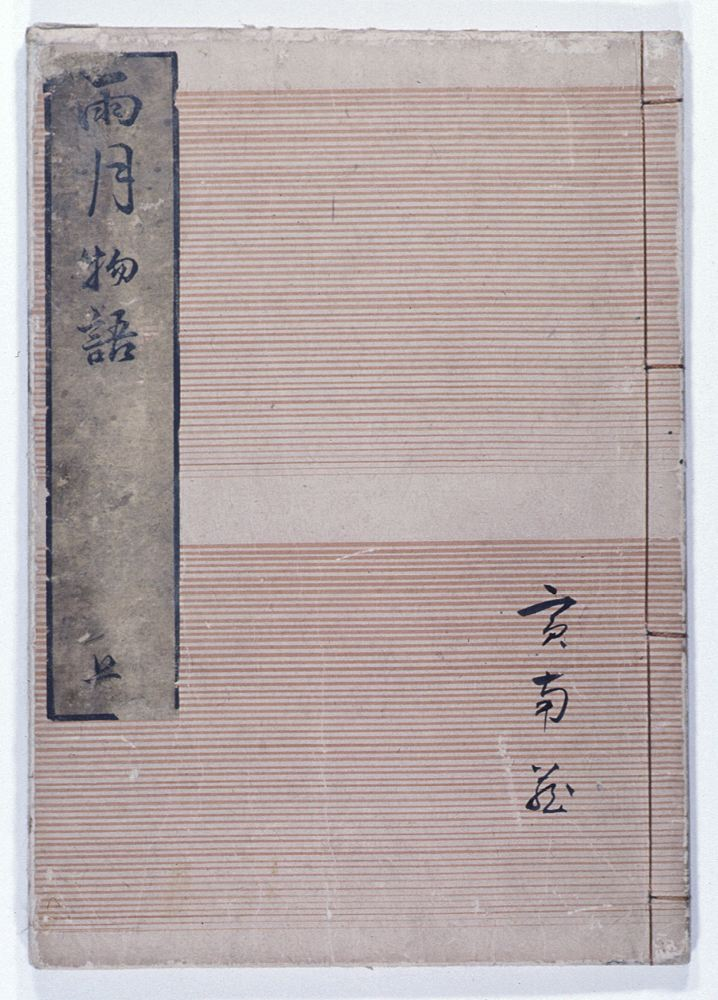
《雨月物語》第四版封面

除了白話小說，明清時代也出現一些繼承唐傳奇的著名文言小說，如明朝瞿佑的《剪燈新話》及清朝蒲松齡的《聊齋誌異》。前者對日本作家上田秋成創作的《雨月物語》有很大的影響。雖然如此，這時期白話小說仍是小說界的主流。
小說的流行，除了之前提及藝術文化自身的發展外，也與以借書為商業活動的書店的蓬勃有關。在清初，有“書船”的出現，在各地進行出租書刊的活動；在北京大都會，書店林立。這些書店一般的規矩，按清末一本《吳越春秋》上名為“永隆齋”的壓印上有以下的說明：
本齋出貸四大奇書、古詞、野史。一日一換、如半月不到、押賬變價為本、親友莫怪。撕書者，男盜女娼。本舖在交道口南邊路東便是。
- 中國文學的四大古典名著：[21]
  - 《三国演义》，罗贯中 著
  - 《水浒传》，施耐庵 著
  - 《西游记》，吴承恩 著
  - 《红楼梦》，曹雪芹 著

- 其他古典小說：
  - 《聊斋志异》，蒲松齡 著
  - 《金瓶梅》，蘭陵笑笑生 著
  - 《封神演義》，許仲琳 著
  - 《鏡花緣》，李汝珍 著
  - 《醒世姻緣傳》，西周生 著
  - 《儒林外史》，吳敬梓 著
  - 《老殘遊記》，劉鶚 著

### 戲曲

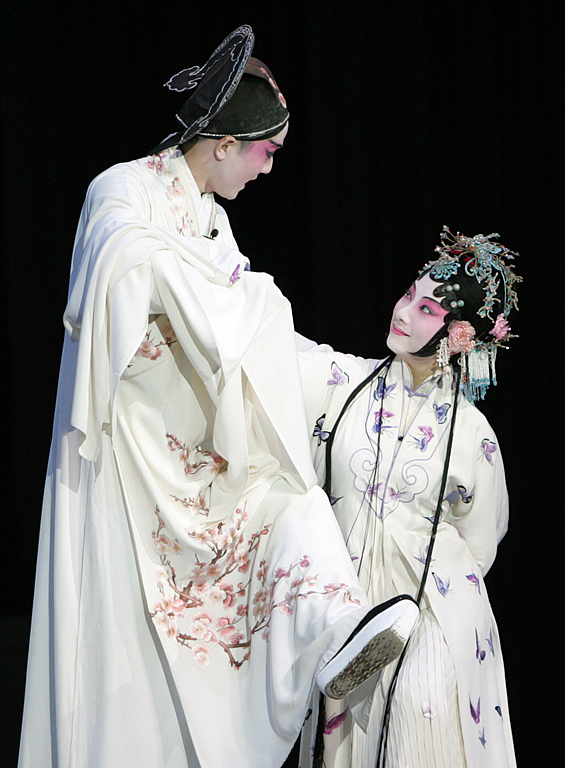
昆曲《牡丹亭》杜丽娘和柳梦梅

明朝萬曆年間，湯顯祖寫下許多戲曲作品，是明朝最重要的劇作家之一。他的代表作有《紫釵記》，《還魂記（牡丹亭）》，《南柯記》，《邯鄲記》。由於四部作品均是以夢來開展故事劇情，所以又稱為“玉銘堂四夢”，而“玉銘堂”是湯顯祖的書齋名稱。
在當中，又以《還魂記》最出色，這不單止在明朝，在南戲史上也是高質素的作品。故事講述一對男女杜麗娘及柳夢梅藉著夢彼此互相認識，後來杜麗娘因苦戀而死去。其後，經過許多的曲折，她終於從墓中醒過來，並與男主角一起。這是一部夢與現實，生與死的交錯的奇異故事，作者以美麗的文筆去開展一幕又一幕的情節。傳聞有女性因為非常喜歡這部作品而自殺。美麗的杜麗娘在花園中漫步，因疲困而小睡片刻。在夢中，她與柳夢梅相遇的“驚夢”一幕，現在仍經常上演及受人喜愛，以下是其中一節：
皂羅袍

原來姹紫嫣紅開遍，似這般都付與斷井頹垣，

良辰美景奈何天，賞心樂事誰家院。

朝飛暮捲，雲霞翠軒
另外，他對當時江南盛行的崑腔，以這種優美的曲調為基礎，單單著重曲調格律的作風提出反對，提出劇中的內容才是生命，並把這主張實踐起來。當時崑山腔的吳江派的代表人物沈璟在修改這部作品的字句時，就對湯顯祖的主張不滿，引發論戰。同時，同意湯氏主張的成為臨川派。明代中後期除了湯顯祖，也有梁辰魚（《浣紗記》）、沈璟（《義俠記》）、周朝俊（《紅梅記》）、高濂（《玉簪記》）等等的劇作家。
他們許多都是受過傳統教育的文人，大家也把創作詩文的才能用於創作戲曲之上。這既使戲曲成為正式的文學之一，但也影響到戲曲的題材。明朝傳奇的大半作品均是環繞才子佳人的故事，與元雜劇既樸素又描寫出社會各階層人物的風格不同。其實在元末明初，高明寫下《琵琶記》。他本身也是一位聞名詩人，而他寫的《琵琶記》也是第一部由讀書人執筆的戲曲作品，奠定明朝戲曲發展的方向。他的用字是一些文言及駢句，與日常生活的市井俚語相差很遠。

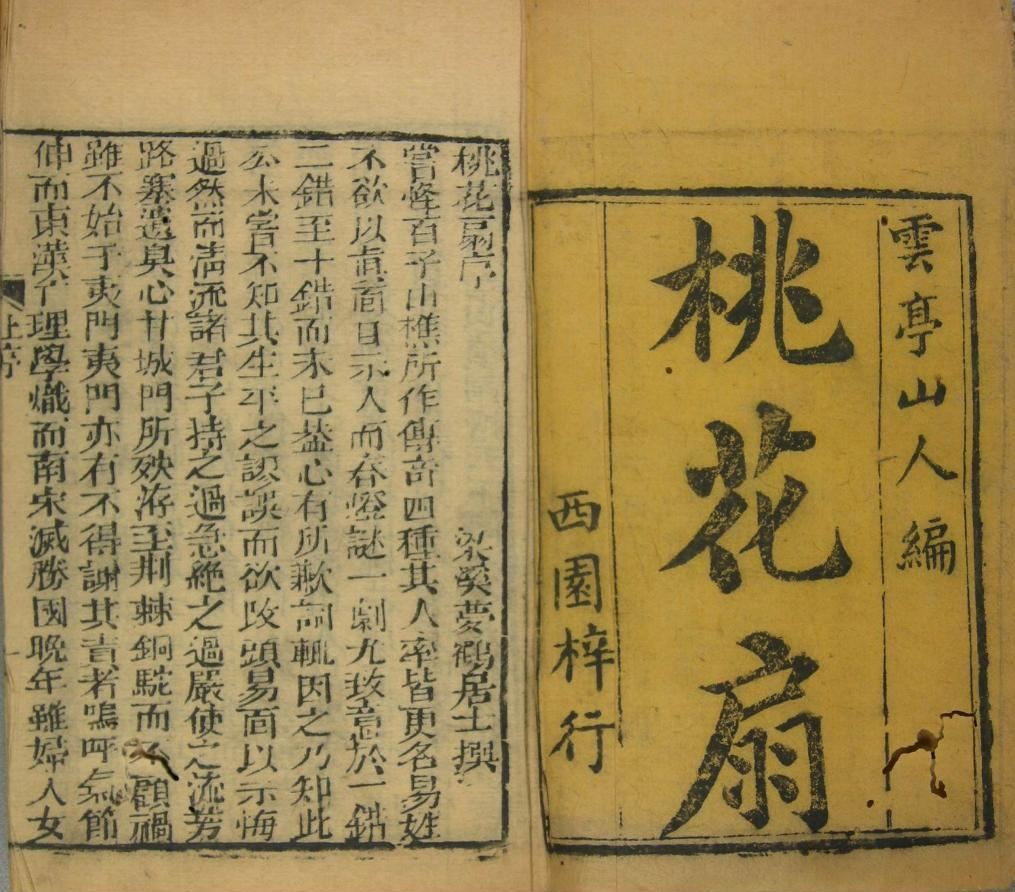
《桃花扇》西园刻本，康熙、雍正年间据康熙重刻本再刻，另有多种覆刻本。

此後，在清朝康熙年間，在崑曲中出現了兩部著名的作品，分別是洪昇的《長生殿》及孔尚任的《桃花扇》。長生殿寫成於康熙27年（1688年），故事講述白居易《長恨歌》中為人所熟知的唐玄宗及楊貴妃的故事，共五十齣。前半敘述兩人因安史之亂而分開，後半則敘述唐玄宗為了尋找楊貴妃而到了仙境，最後大團圓結局。此作在當年發表立刻大獲好評，但次年此劇在皇室服喪期間中上演，洪昇因此而入獄。
另外一部作品《桃花扇》，共四十齣。故事以真實人物侯方域與李香君相戀為主軸，是一套描繪明朝滅亡的大事件中眾人的命運被玩弄的歷史劇。當這套劇發表後，康熙皇帝聽到這套劇的風評，也搜求這套劇的劇本。由於劇中有描寫明朝因清朝而滅亡的愁思的部分，孔尚任覺得會觸怒皇帝，遂自行辭官。但也有一種說法是他因為貪污而離職。
現在，中國仍繼續上演以京劇為首的古典戲劇，但這些戲劇的產生不一定與前述的南戲有關。清乾隆年間宮廷樂團上演的戲曲可以劃分為繼承明朝繼續傳唱崑曲的“雅部”及來自地方劇，富有多樣化旋律的“花部”。相對於晏“雅部”逐漸衰落，京劇的形成雖然仍未有定說，但也有說法認為是把“花部”的一些崑曲為基礎，再加以演員的改良而成。京劇相比雜劇及南戲旋律比較單調，每句字數也有嚴格限制（齊言體）。這類戲曲可能在較早時已經存在，但並未有看成為文學。在清朝中後期，京劇逐漸取代在文學上得到一席位的南戲，盛行起來。

## 中華民國（大陸）時期文学
在古代，文学作品以文言文为主流，白话文作品占一小部分，白話文作品大體上濫觴於隋唐，因當時口語和書面已經分化完成。到明朝，《水浒传》、《西游记》、《红楼梦》、《金瓶梅》成為著名的白话文作品。清代以来，白话文作品开始增多。民国時期以后进入现代，经过白话文运动，加之政府推广白话文教育，白话文作品逐渐占主流。

## 中华人民共和国时期文学

### 毛泽东时代

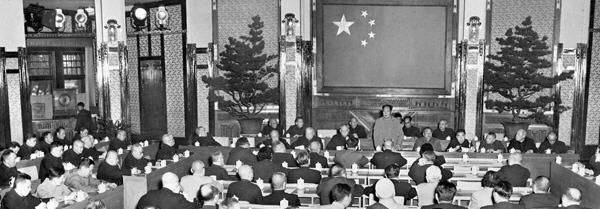
1956年5月2日，毛泽东在最高国务会议上讲话。这次会议上毛泽东提出“‘百花齐放、百家争鸣’，即艺术问题上百花齐放、学术问题上百家争鸣，我看应该成为我们的方针”。

自1949年中华人民共和国成立以后，出版機關陸續被國有化，書刊的被統一操控，作家也被作家聯盟監控。嚴密的審查制度生效，而文學作品則以毛澤東發表的《在延安文艺座谈会上的讲话》作為指導原則，強調作品的思想性。這段時候曾有一些因不符合黨的文學原則而遭到批判及整肅，如胡適及胡風。社會現實主義成為既定的風格，這最終也引發政府與作家之間的衝突。在共產黨奪取政權前，作家那種諷刺及揭露當今社會的黑暗面的能力，雖然在當時曾有助於擴大共產黨勢力，但不再受到當權的共產黨的支持。一些作家由於堅持與黨違背的文學理念而被批為“小資產理想主義”，“人文主义”等等。這些抗爭最後演化為1956至1957年的百花運動。毛澤東鼓勵作家說出新社會的問題。但由於受到反胡風運動的教訓，最初作家們也很不願意。後來，一些新聞文章，電影，文學作品陸續關注到在黨內一些層級中出現的官僚主義及獨裁。毛澤東意識到知識分子們對新政權不滿的層度，就發起打壓這些知識分子的反右運動，許多知識分子遭到襲擊。在大躍進時期，政府加強鼓吹社會現實主義及一些所謂的革命現實主義，革命浪漫主義等等。作家可以寫一些有關當代中國或是民國時期的作品，但大前提是要與黨的革命理想一致。
雖然在毛澤東政權下作家受到粗暴的壓迫，但仍有一些具質量的小說。比如一些新社會主義文學，包括柳青的《创业史》，杨沫的《青春之歌》，曲波的《林海雪原》，梁斌的《红旗谱》，吳強的《红日》，罗广斌及杨益言的《红岩》。在文化大革命，文壇受到毛澤東的第四個妻子江青的逼迫，文學運動的範圍不斷收窄，只剩下少量的樣板戲及英雄小說，比如有浩然作的。雖然有一些作家在秘密創作，但在這時期並沒有重要的作品出版。

### 改革开放时代
1976年以江青為首的四人幫被拘捕後，1978年12月中國共產黨第十一次三中全會中通過進行改革开放的决议，這使作家們重新開始創作。許多“新時期”文學作品中均探討在文化大革命時期在國家及地區層面上權力被嚴重濫用的問題。許多作家批評在這十年中白白浪費了許多時間及心力並埋怨這樣會使中國倒退。同一時間，作家們表達出他們願意為重建國家貢獻一分力。這類文學，一般被稱為“傷痕文學”，表达擔憂黨及政治制度的觀點。出於愛國熱誠，這些作家憤世嫉俗地批評政治領導層在文革中把混亂推至極端。一些作家更把批評擴大至整個世代的領導及政治制度本身。當權者面對到一個嚴峻的問題：在鼓勵作家批判文化大革命错误的同時，怎樣可以使這些批評不致於超出當權者能夠容忍的限度？
在這時期，許多的小說及短篇故事出版。文革前的文學雜誌重新復刊，新的文學雜誌也相繼創刊去滿足大眾的胃口。在這當中，外國作品成為雜誌的主題。語言學家被委託去翻譯新近的外國文學作品，許多時並沒有仔細考慮中國讀者的興趣。專門翻譯外國短篇小說的文學雜誌變得受歡迎，尤其是在年輕人之間。這些戲劇性的轉變使一些政府，文學及藝術界的領袖擔憂這股新思潮發展得太快。1980年，政府首次作出反應並提倡打擊資產階級自由主義，同樣的運動在1981年也重新發動，接著又是1983年後期的清除精神污染運動。
这一时期，作家仍可以自由地去寫一些非傳統式的或是觸及敏感題目的作品。文學試驗的精神在1980年代後半期繁盛起來。小說作家如王蒙、张辛欣、宗璞及劇作家如高行健均嘗試以現代的語言及描寫手法進行創作。另外一些作家共同發起“尋根運動”，這些人包括韩少功、莫言、阿城。他們尋求把文學與文化重新聯繫到中國傳統，這個關係在現代化及政治文化革新的世紀中早已被切斷。其他作家如余华、格非、苏童嘗試較為前衛的寫作手法去大膽展示他們對任何形式的理想已經失去信心。
隨著1989年六四事件的爆发及市場開放改革向纵深发展，中國當代文學及文化開始偏向商業化及逃避現實。被稱為痞子的王朔是最明顯偏向商業化的代表，雖然他的小說也不無深刻的主題。一些作家如阎连科繼續肩負著藉著文學去揭露社會問題的重任，其小說《丁庄梦》就談及愛滋病患者的慘況。
就像五四運動一樣，女性作家也活躍於當今的中國。許多女性作家，如陈然、卫慧、王安忆、虹影嘗試在激烈變動的社會去探求女性的主體性。新現實主義作家如刘恒、池莉、方方、何顿、朱文是六四事件後小說創作的另一股潮流。
中國政府轄下的新闻出版总署負責審查將要公開出售的所有中國文學作品。這個機關有權審查及禁止任何形式在中國的印刷，電子或是互聯網出版物。由於出版者須要得到這個機關的發牌許可，故此這個機關也有權力去否定人民出版的權利及勒令完全關閉不遵守這個機關指示的出版商。因此，正版書跟盜版書的比例是二比三。根據ZonaEuropa的報告，在中國有超過4000家地下印刷工廠。雖然中國政府持續取締受歡迎但認為是“精神污染”的作品，那些批評不過是把公眾的視線聚焦到書名上並刺激書籍的銷售數量。許多新世代的中國作家都受到中國政府的密切注視，遂紛紛把作品重新出版成英文版，並在西方的書籍市場上有不錯的成績，如周衛慧的《上海寶貝》，閔安琪的具爭議性的回憶錄《Red Azalea》，《時代雜誌》禁書封面女郎春樹（Chun Sue）的《北京娃娃》（Beijing Doll）及棉棉的《糖》。网络暢銷書《鬼吹灯》也要在刊行前重寫，並刪掉有關超自然的部分。
自由主义的1980年代過後，1990年代可以看到文學濃厚的商業化味道。根據德国汉学家吴漠汀的研究，這些潮流分別是崇拜文学（cult literature），如郭敬明的《悲伤逆流成河》；流浪文学（vagabond literature），如徐则臣的《跑步穿过中关村》；北京双快（Peking double quick），如刘震云的《我叫刘跃进》；地下文學（underground literature），如棉棉的《声名狼籍》；“渴望某事”文学（'longing for something' literature），如丹的《论语心得》、易中天及阿来的西藏文學；特大城市文学（literature of the mega cities），如毕淑敏的女性文學，《女兒拳》，《女心理师》；宏大叙事文学（master narratives），如莫言的《生死疲勞》。
但是，21世紀初的中國文學展示对1980及90年代商業化問題的克服。比如韩寒《他的国》，他的批判社會的超现实主义手法衝擊着避免批評的文学主流，但卻榮獲2009年中文暢銷書第一名。在新的千禧年，中國的网络文学比美國甚至全世界其他地方更活躍，近乎所有書都可以在網上找到，小說有幾百萬的讀者，平均每本售價也是人民幣2元，是印刷書平均售價的十分之一。網上文學的受歡迎作家有韩寒及郭敬明。
中文文學也盛行於東南亞和歐美等地的海外華人圈。中國是世界上最龐大的書籍、雜誌及報紙的出版商。根據新闻出版总署資料顯示，單單書籍出版上，在2005年就已經有128800的新書名。在全國也有超過600本文學雜誌。在法國居住及寫作並堅持先以中文進行創作的高行健是第一位獲得諾貝爾文學獎的華人。2012年，莫言也獲得諾貝爾文學獎。
此外，一些科幻小说也引起了人们的关注。刘慈欣的《三体》、郝景芳的《北京折叠》等作品迅速畅销并荣获雨果奖。但在获得成就的同时，也导致了吹捧过度的现象，并招来了批评和争议。

## 少數民族文學
關於少數民族在中國所佔的比例，從全國性的作家組織——中國作家協會來看，在1986年，總會員共3106名，當中少數民族佔288名，多於9%，比人口比例高。從民族分類看，蒙古及朝鮮族各有30多人，佔會員數最多；其次是滿族，維吾爾族及回族，各有20多人。
少數民族是用什麼語言來進行創作呢？大致上，他們使用漢語及民族語言來創作，比如維吾爾、哈薩克、朝鮮、蒙古及藏族等民族本身擁有自己的語言和文字，也有以書面語言寫成的文學傳統，尤其是維吾爾、哈薩克、朝鮮，大部分都是用自身的語言進行創作，蒙古族半數以上的人用蒙古語，而同時用蒙古語及漢語進行創作的也不少。關於藏族，除了藏族自治區外，在青海、甘肅、四川、雲南等各地自治州也出現漢語及藏語兩種雜誌，由此可知，用藏語進行創作的人也很多。但另一方面，滿族失去了自己的語言，用漢語來進行創作；大半數的少數民族縱使保存了自己的民族語言，但本身沒有文字，但部分作者也是用漢語來寫他們的作品。1956至58年，曾一度製作出壯語、苗語、彝語、侗語、哈尼語、景頗語、傈僳語等相對應的羅馬字，但由於後來的民族政策混亂，未能普及。雖然如此，這些少數民族仍努力進行創作，比如壯族在1986年秋開始壯語的《三月三》創刊，當中收錄了壯語的作品。壯語的小說在其後數年發表了超過200篇，大部分的作者都是初期的年輕新進，並非一直用漢語進行創作的壯語作家。
少數民族文學的範圍歷來眾說紛紜，有人認為只要作者是少數民族，其所寫的作品就是少數民族文學；但另一方面，一些作家們也不能單純地說成少數民族文學作家。如果少數民族作家用自身的語言來描寫自身的民族生活，雖然也可以歸類為少數民族文學，但作家只要是少數民族出身，其作品就可歸類為少數民族文學的這一說法，對一些人來說多少也抱有懷疑。

### 引用
1. ↑  . 中国书籍出版社. 1994-01-01: p.14. ISBN 9787506803939 （中文）.
2. ↑  岑麒祥. . 中州书画社. 1983-01-01: p. 195 （中文）.
3. ↑  . 中国人民大学书报资料社. 2003-01-01: p. 135 （中文）.
4. ↑  . 学苑出版社. 2007-01-01: p. 252 （中文）.
5. ↑  王惠. . 四川人民出版社. 1987-01-01: p. 4  [2016-09-24]. （原始内容存档于2020-11-28） （中文）.
6. ↑  . 湖南师范大学学报编委会. 1987-01-01: p. 111–113 （中文）.
7. ↑  高民. . 清华大学出版社有限公司. 2004: p. 39  [2016-10-14]. ISBN 9787810824422. （原始内容存档于2020-11-23） （中文）.
8. ↑  . 山東人民出版社. 1992-01-01: p. 30 （中文）.
9. ↑  王虹瑩　編著, 石俊. . 獨立作家－龍視界. 2013-11-01: p. 106  [2016-11-20]. ISBN 9789865981969. （原始内容存档于2020-11-23） （中文（臺灣））.
10. ↑  姚晓柏. . 清华大学出版社有限公司. 2006-01-01: p. 100  [2016-09-24]. ISBN 9787810826679. （原始内容存档于2020-11-23） （中文）.
11. ↑  周啸天. . 四川辞书出版社；Esphere Media (美国艾思传媒). 2010: p. 50  [2016-11-20]. ISBN 9787806826065. （原始内容存档于2020-11-23） （中文）.
12. ↑  . 五南圖書出版股份有限公司. 2002  [2016-10-14]. ISBN 9789571128702. （原始内容存档于2018-08-27） （中文（臺灣））.
13. ↑  . 青苹果数据中心. 2015-07-22  [2016-09-24]. （原始内容存档于2020-11-28） （中文）.
14. ↑  赫連勃勃大王（梅毅）. . Hyweb Technology Co. Ltd. 2008-07-01: p. 131  [2016-11-20]. ISBN 9789866410086. （原始内容存档于2020-11-23） （中文（臺灣））.
15. ↑  高民. . 清华大学出版社有限公司. 2004-01-01: p. 111  [2016-09-24]. ISBN 9787810824422. （原始内容存档于2020-11-23） （中文）.
16. ↑  . 清华大学出版社有限公司. 2004-01-01: p. 5  [2016-09-24]. ISBN 9787810823050. （原始内容存档于2020-11-28） （中文）.
17. ↑  程如明. . 中央编译局. 2015-05-21  [2016-09-24]. ISBN 9787511704702. （原始内容存档于2020-11-23） （中文）.
18. ↑  黄仁生.  (PDF). 复旦学报. 2011, (1): P57-68  [2016-09-24]. （原始内容存档 (PDF)于2020-11-05）.
19. ↑  熊开发. . 海南大學人文传播學院.   [2016-09-24]. （原始内容存档于2020-08-13）.
20. ↑  . 中华书局. 2008-01-01: p. 24 （中文）.
21. ↑  賴慶芳. . 中華書局(香港)出版有限公司. 2007-07-12: p. 38  [2016-11-20]. ISBN 9789628930579. （原始内容存档于2020-11-23） （中文（臺灣））.
22. ↑  周育德. . 文化藝術出版社. 1991-01-01 （中文）.
23. ↑  Meisner, Maurice J. . Chinese University Press. 2005-01-01: p. 53  [2016-11-20]. ISBN 9789629961732. （原始内容存档于2020-11-23） （中文（臺灣））.
24. ↑  . 中国出版社. 2007-01-01: p. 283. ISBN 9789889733537 （中文）.
25. ↑  Richard Baum. . Routledge. 1991  [10 March 2013]. ISBN 978-0-415-90318-9. （原始内容存档于2015-03-21）.
26. ↑  Junhao Hong. . Greenwood Publishing Group. 1998: 102–  [10 March 2013]. ISBN 978-0-275-95998-2. （原始内容存档于2015-03-21）.
27. ↑  李冰. . 新华网 (北京娱乐信报). 2006-01-25  [2012-10-31]. （原始内容存档于2016-11-20） （中文（简体））.
28. ↑  Martin Woesler. . European University Press. 2009: 139–  [31 March 2017]. ISBN 978-3-89966-293-1. （原始内容存档于2020-08-13）.
29. ↑  Martin Woesler. . European University Press. 2008: 267–  [31 March 2017]. ISBN 978-3-89966-289-4. （原始内容存档于2020-07-15）.
30. ↑  Martin Woesler. . European University Press. 2008: 127–  [31 March 2017]. ISBN 978-3-89966-292-4. （原始内容存档于2020-07-15）.
31. ↑  . 纽约时报中文网. 2012-10-14  [2016-09-24]. （原始内容存档于2020-11-29）.
32. ↑  郭爽. . 新华网 (洛杉矶). 新华社. 2016-08-20  [2016-08-21]. （原始内容存档于2016-08-22） （中文（中国大陆））.
33. ↑  高丹 徐明徽. . 澎湃新闻. 2016-08-21  [2016-08-21]. （原始内容存档于2016-08-21） （中文（中国大陆））.
34. ↑  .   [2015-08-23]. （原始内容存档于2016-03-10）.
35. ↑  周南焱. . 北京日报. 2015-08-28  [2016-11-20]. （原始内容存档于2016-02-01）.

## 外部連結
- 傳統中國文學（页面存档备份，存于），網站包含各式各樣學術性中國文學資料
- Chinese Text Project（页面存档备份，存于） - 早期經典文本，含英文和現代中文版本
  - 簡體中文（页面存档备份，存于）
  - 繁體中文Archive-It的存檔，存档日期2015-09-24
  - 英文（页面存档备份，存于）
- 古代中國傳說（页面存档备份，存于）（英文）